# 松本清張
松本 清張（まつもと せいちょう、本名: まつもと きよはる、1909年〈明治42年〉12月21日 - 1992年〈平成4年〉8月4日）は、日本の小説家。
1953年に『或る「小倉日記」伝』で芥川賞を受賞。以降しばらく、歴史小説・現代小説の短編を中心に執筆した。1958年には『点と線』『眼の壁』を発表。これらの作品により松本清張ブーム、社会派推理小説ブームを起こす。以後、『ゼロの焦点』『砂の器』などの作品もベストセラーになり、戦後の日本を代表する作家となる。その他、『かげろう絵図』などの時代小説を手がけているが、『古代史疑』などで日本古代史にも強い関心を示し、『火の路』などの小説作品に結実した。
緻密で深い研究に基づく自説の発表は小説家の水準を超えると評される。また、『日本の黒い霧』『昭和史発掘』などのノンフィクションをはじめ、近現代史に取り組んだ諸作品を著し、森鷗外や菊池寛に関する評伝を残すなど、広い領域にまたがる創作活動を続けた。

## 呼称
ペンネームについて、文藝春秋の担当編集者は、清張本人から聞いたとする以下の発言を伝えている。
- 小説家の中山義秀（「なかやま ぎしゅう」、本名は「中山 議秀〈なかやま よしひで〉」）に倣って音読みにした。清張は「ぎしゅう」が本名だと勘違いをしていたが、「いったんそれに決めてしまった以上、もう取り返しがつかないんでね。「せいちょう」のままにしたんだよ」[4]。
- 1950年代中盤まで「きよはる」で通していたが、「みんなが「せいちょうさん」と呼ぶから、思い切ってそちらをペンネームにした」[5]。

## 出生に関して

### 出生地

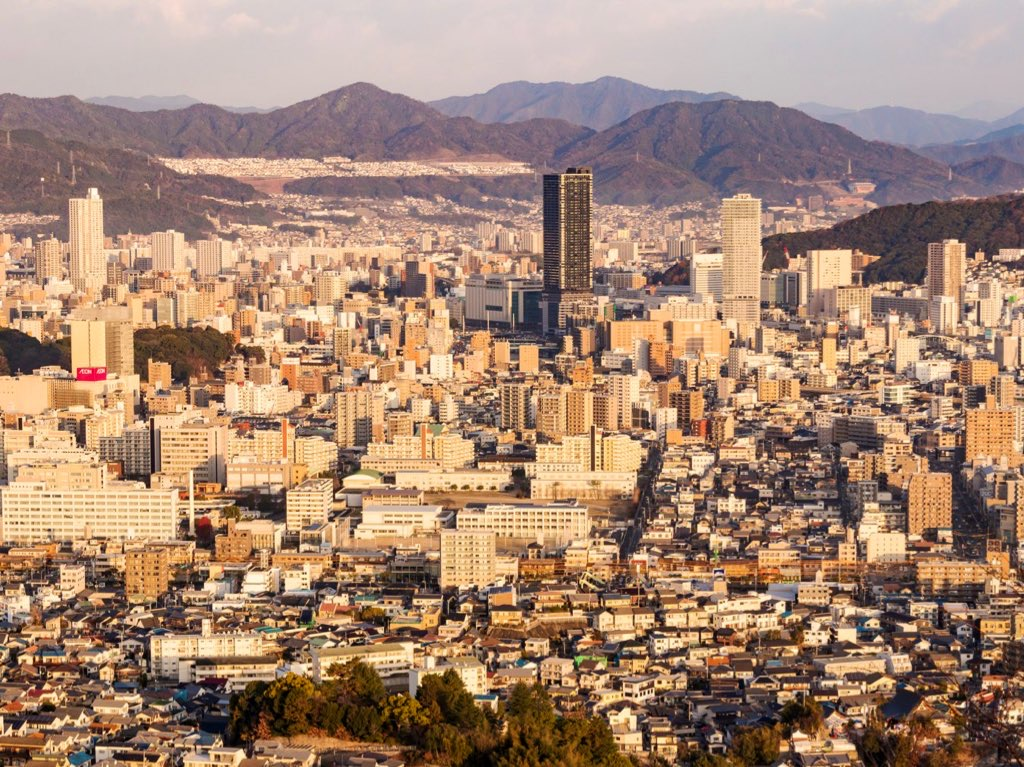
「私は広島のK町に生まれたと聞かされた」（「父系の指」2節）の「K町」の指す場所については、京橋町（写真中央左）、蟹屋町（中央右）、可部町（右奥方向）などの諸説がある。

公式には、福岡県企救郡板櫃村（現在の北九州市小倉北区）生まれとされ、多数の刊行物また北九州市立松本清張記念館によるものを含め、大半の資料の年譜では小倉生まれとされている。しかし、出生届が提出された場所が小倉で、清張自身は1990年の『読売新聞』のインタビューで「生まれたのは小倉市（現北九州市）ということになっているが、本当は広島」と話しており、実際には広島県広島市で生まれたと推察される。
また、松本清張記念館に展示されている清張の幼児期の記念写真の裏や台紙には、広島市内の実在する地名「広島京橋」と、広島市内に実在した写真館の名前が記載されている。光文社で清張の初代担当編集者だった櫻井秀勲は、「作家というものは、自伝を書く際もあるので、資料は取っておいた方がいい」と清張にアドバイスしたこともあり、清張は「櫻井君には話しておくか」という気分になったようで、時折櫻井に自身の生い立ちを話したと証言しており、清張は「広島で生まれたが、父親のだらしなさから、村役場に出生届を提出していなかった」と話したという。また、清張から「父は米の仲買人だった。儲かったときもあったらしく、その話はよく聞かされたが、実際は大損するほうが多かった。私が生まれたときは、その大損をして逃げ出したときで、真冬の寒さの中を、私は母に引かれて小倉にやってきた。ここでやっと出生届を出してもらった」と聞いたと証言している。後年、櫻井は板櫃村（現在の小倉北区）に行き、清張の家族が住んでいたと覚しき町を歩いたが、この頃の住民は清張の家族がどこに住んでいたか誰も知らなかったという。
この他、清張自身「これまでの作品の中で自伝的なものの、もっとも濃い小説」「私の父と田中家の関係はほとんど事実のままこれに書いた」と記述している『父系の指』の中で「私は広島のK町に生まれたと聞かされた」と書いており、『清張とその時代』を著した郷原宏は、私小説に書かれているすべてが事実とは限らないが、ここは誰が見ても事実を曲げる必要のないところであり、しかも単に「広島」と書けばすむところをわざわざ「広島のK町」と具体的に踏み込んだ書き方をしており、記念写真の件と合わせて郷原は「小倉は本籍地で出生地とは考えられない」「清張の出生地は広島」としている。郷原はこの「K町」とは広島駅近くの京橋町（現在の南区）と推定している。
『松本清張の残像』（2002年）の中で、「松本清張は広島生まれ」と指摘した松本清張記念館館長（当時）の藤井康栄は「古い一枚の写真は広島生れの傍証となるものかもしれないけれど、だからといって生年月日や出生地などの公式記録を書きかえることはできない。それらは本人が生涯なじみ、確認しつづけたものなのだから」としつつも、2009年に『朝日新聞』（12月10日付29面）や『中国新聞』（5月28日付11面）の紙上で、清張は広島生まれとしたうえで、清張の戸籍謄本他、全ての公式記録の出生地が小倉になっており、清張本人が出生地の訂正をしなかったものを他人が換えられないと説明している。ただ藤井が「松本清張は広島生まれ」と指摘して以降、清張関連文献に於いて「広島生まれ」と記述するものが増えてきている。
日外アソシエーツは2014年刊行の『人物ゆかりの旧跡・文化施設事典』で、松本清張の出生地を「広島県広島市」と記載している。清張自身が「広島で生まれた」と話し、藤井が「松本清張は広島生まれ」と公表したものの、藤井が館長を務める北九州市立松本清張記念館は、清張の出生地が広島であるとの報道について「新説」として触れる一方、現在も「小倉生まれ」との見解をとっている。清張には、清張本人以外に"公式"なる存在があるという奇妙なことになっており、それは松本清張記念館と考えられるが、公立の文学館が広島生まれを証明する物証を展示しながら、なお「小倉生まれ」と言い張らざるを得ない理由として、清張を「広島生まれ」と認めてしまうと、清張は10歳〜11歳頃から小倉で育ったとされるため、「小倉出身」「北九州出身」とは言えない状況が生まれるためと考えられる。
清張の年譜の初出は1958年の角川書店『現代国民文学全集27 現代推理小説集』の著書略歴とされるが、以降、年譜関連の記述では出生地を福岡県小倉市（または単に福岡県）と記される。ただ清張はインタビューや自伝的小説と呼ばれる作品の中でも「小倉で生まれた」と発言・記述したことはない。なお『松本清張全集』（文藝春秋）の編纂にあたって、清張が特に年譜の訂正を行わなかったことも指摘されている。この点について郷原宏は「出生の環境を恥じる思いもあって、あえて（年譜を）訂正しなかったのだろう」と考察している。2010年の広島市郷土資料館展示では、清張の広島出身の可能性が、多くの資料により検証されている。

### 出生日
1909年12月21日とされるが、2月12日ともされる。
実際の誕生日に関しては、松本清張記念館にも展示されている清張の幼児期の記念写真の台紙の裏に、「明治四十二年二月十二日生、同年四月十五日写」と墨書されており、残されている幼児期の他の肖像写真にも、「明治四十二年二月十二日　同年六月二十七日写　松本清治。両親が自分の子の誕生日を二度にわたり誤記する可能性は低いことから、1909年2月12日が清張の実際の誕生日であると推定される。
12月21日という日付は、出生届が受理された戸籍上の誕生日の可能性が高く、広島から小倉に移った両親が、まだ出生届を出していなかったことに気づき、あるいは他人から指摘されて提出した日か、その際、届け出の遅れを吏員に叱責されるのを恐れ、届け出日の数日前の日付を記入した、などの事情が考えられる。
清張は実際には1909年2月12日に広島市で生まれ、2枚目の写真が撮られた同年6月27日までは少なくとも広島に居住しており、出生届を出したとされる同年12月21日頃までの間に一家は広島を出て、小倉で同年12月21日頃に出生届を提出、その後に祖父母のいる山口県下関市に移住した、と考えられる。清張は『半生の記』で「広島から峯太郎とタニとが九州小倉に移った事情はよく分からない。（中略）それで、炭鉱景気で繁昌している北九州の噂を聞いて、ふらふらと関門海峡を渡ったのではないかと想像する。明治四十二年十二月二十一日に私が生まれている」と書いている。

## 家系
| 父・峯太郎の生地、鳥取県日野郡日南町矢戸 |  | 母・タニの生地、広島県東広島市志和町別府 |
| 父・峯太郎の生地、鳥取県日野郡日南町矢戸 |  | 母・タニの生地、広島県東広島市志和町別府 |

| 田中雄三郎                        | 田中雄三郎               | 田中雄三郎               | 田中雄三郎               | 田中雄三郎               | 田中雄三郎               |  |  |  |  |  |  | とよ | とよ | とよ | とよ | とよ | とよ |  |  |  |  |  |  |                              |                              |                              |                              |                              |                              |  |  |  |  |  |  |      |      |      |      |      |      |  |  |
| 田中雄三郎                        | 田中雄三郎               | 田中雄三郎               | 田中雄三郎               | 田中雄三郎               | 田中雄三郎               |  |  |  |  |  |  | とよ | とよ | とよ | とよ | とよ | とよ |  |  |  |  |  |  |                              |                              |                              |                              |                              |                              |  |  |  |  |  |  |      |      |      |      |      |      |  |  |
|                                   |                          |                          |                          |                          |                          |  |  |  |  |  |  |      |      |      |      |      |      |  |  |  |  |  |  |                              |                              |                              |                              |                              |                              |  |  |  |  |  |  |      |      |      |      |      |      |  |  |
| 松本米吉（養父） （鳥取県米子市） |                          |                          |                          |                          |                          |  |  |  |  |  |  |      |      |      |      |      |      |  |  |  |  |  |  |                              |                              |                              |                              |                              |                              |  |  |  |  |  |  |      |      |      |      |      |      |  |  |
|                                   |                          |                          |                          |                          |                          |  |  |  |  |  |  |      |      |      |      |      |      |  |  |  |  |  |  |                              |                              |                              |                              |                              |                              |  |  |  |  |  |  |      |      |      |      |      |      |  |  |
|                                   |                          |                          |                          |                          |                          |  |  |  |  |  |  |      |      |      |      |      |      |  |  |  |  |  |  |                              |                              |                              |                              |                              |                              |  |  |  |  |  |  |      |      |      |      |      |      |  |  |
| 峯太郎 （→広島県広島市）          | 峯太郎 （→広島県広島市） | 峯太郎 （→広島県広島市） | 峯太郎 （→広島県広島市） | 峯太郎 （→広島県広島市） | 峯太郎 （→広島県広島市） |  |  |  |  |  |  | タニ | タニ | タニ | タニ | タニ | タニ |  |  |  |  |  |  | 嘉三郎 （→東京都杉並区荻窪） | 嘉三郎 （→東京都杉並区荻窪） | 嘉三郎 （→東京都杉並区荻窪） | 嘉三郎 （→東京都杉並区荻窪） | 嘉三郎 （→東京都杉並区荻窪） | 嘉三郎 （→東京都杉並区荻窪） |  |  |  |  |  |  | りう | りう | りう | りう | りう | りう |  |  |
| 峯太郎 （→広島県広島市）          | 峯太郎 （→広島県広島市） | 峯太郎 （→広島県広島市） | 峯太郎 （→広島県広島市） | 峯太郎 （→広島県広島市） | 峯太郎 （→広島県広島市） |  |  |  |  |  |  | タニ | タニ | タニ | タニ | タニ | タニ |  |  |  |  |  |  | 嘉三郎 （→東京都杉並区荻窪） | 嘉三郎 （→東京都杉並区荻窪） | 嘉三郎 （→東京都杉並区荻窪） | 嘉三郎 （→東京都杉並区荻窪） | 嘉三郎 （→東京都杉並区荻窪） | 嘉三郎 （→東京都杉並区荻窪） |  |  |  |  |  |  | りう | りう | りう | りう | りう | りう |  |  |
|                                   |                          |                          |                          |                          |                          |  |  |  |  |  |  |      |      |      |      |      |      |  |  |  |  |  |  |                              |                              |                              |                              |                              |                              |  |  |  |  |  |  |      |      |      |      |      |      |  |  |
|                                   |                          |                          |                          |                          |                          |  |  |  |  |  |  |      |      |      |      |      |      |  |  |  |  |  |  |                              |                              |                              |                              |                              |                              |  |  |  |  |  |  |      |      |      |      |      |      |  |  |
| 清張                              |                          |                          |                          |                          |                          |  |  |  |  |  |  |      |      |      |      |      |      |  |  |  |  |  |  |                              |                              |                              |                              |                              |                              |  |  |  |  |  |  |      |      |      |      |      |      |  |  |

父・松本峯太郎は鳥取県日野郡日南町の田中家出身で、幼少時に米子市の松本家に養子入りした。青年期に養父母宅を出奔し大阪に赴いた後、日清戦争開戦の1894年、21歳の時に広島市に来て、書生や看護雑役夫などをする。
当地で広島県賀茂郡志和村（現在の東広島市志和町）出身の農家の娘で、広島市内の紡績工場で働いていた母・岡田タニと知り合い結婚。清張の姉2人は乳児のときに死亡している。
年譜では、この後「当時日露戦争による炭鉱景気に沸く北九州に移ったものらしい」と書かれ、この後に清張は生まれたと書かれている。
しかし、『読売新聞』のインタビューでは、清張自身が「生まれたのは小倉市（現北九州市）ということになっているが、本当は広島である。それは旅先だったので、その後、すぐ小倉に行ったものだから、そこで生まれたことになっている」と話している。
妻がひとり。娘は外務省の役人で駐ロシア大使・外務審議官を務めた渡辺幸治と結婚した。

## 経歴

### 幼年期
清張は自身の過去についてはあまり話さなかったともいわれ、出生から作家として世に出るまでの記述は主として『半生の記』を基に作成されている。
1910年、下関市壇ノ浦に転居。家の裏は渦潮巻く海で、家の半分は石垣からはみ出し、海に打った杭の上に載っていた。両親は、ここで通行人相手の餅屋を始める。だが3年後に、線路建設のためダイナマイトで火の山麓を崩していた際に起こった地滑りのため家が押し潰され、同市田中町に移った。父はあらゆる下層の職業を転々としたが、学問については憧憬を持ち、夜手枕で清張に本を読ませて聞かせた。両親には一人っ子のため溺愛された。清張7歳の時に父は借金取りに追われて姿をくらます。残された母と清張は知人の家に世話になる生活を経験している。11歳まで下関にて育つ。1916年、下関市立菁莪尋常小学校に入学。

### 小倉への移住
1920年、家族で福岡県小倉市に移ったため、天神島尋常小学校に転校。小倉に定住したのは小学校5年生の時（10歳〜11歳）と推定される。
古船場町の銭湯の持で暮らし、後にバラック家を借り、そこに住んだ。家の前には白い灰汁の流れる小川があり、近くの製紙会社から出る廃液の臭気が漂っていた。1922年、板櫃尋常高等小学校に入学。両親は大八車を転がす露天商を経て翌年、飲食店を開業した。
1922年に小倉で発行された同人誌『とりいれ』に「風と稲」と題する松本清張名義の詩が掲載されており、これが従来は知られていない少年期の清張作品である可能性が指摘されている。

### 文学への関心と挫折

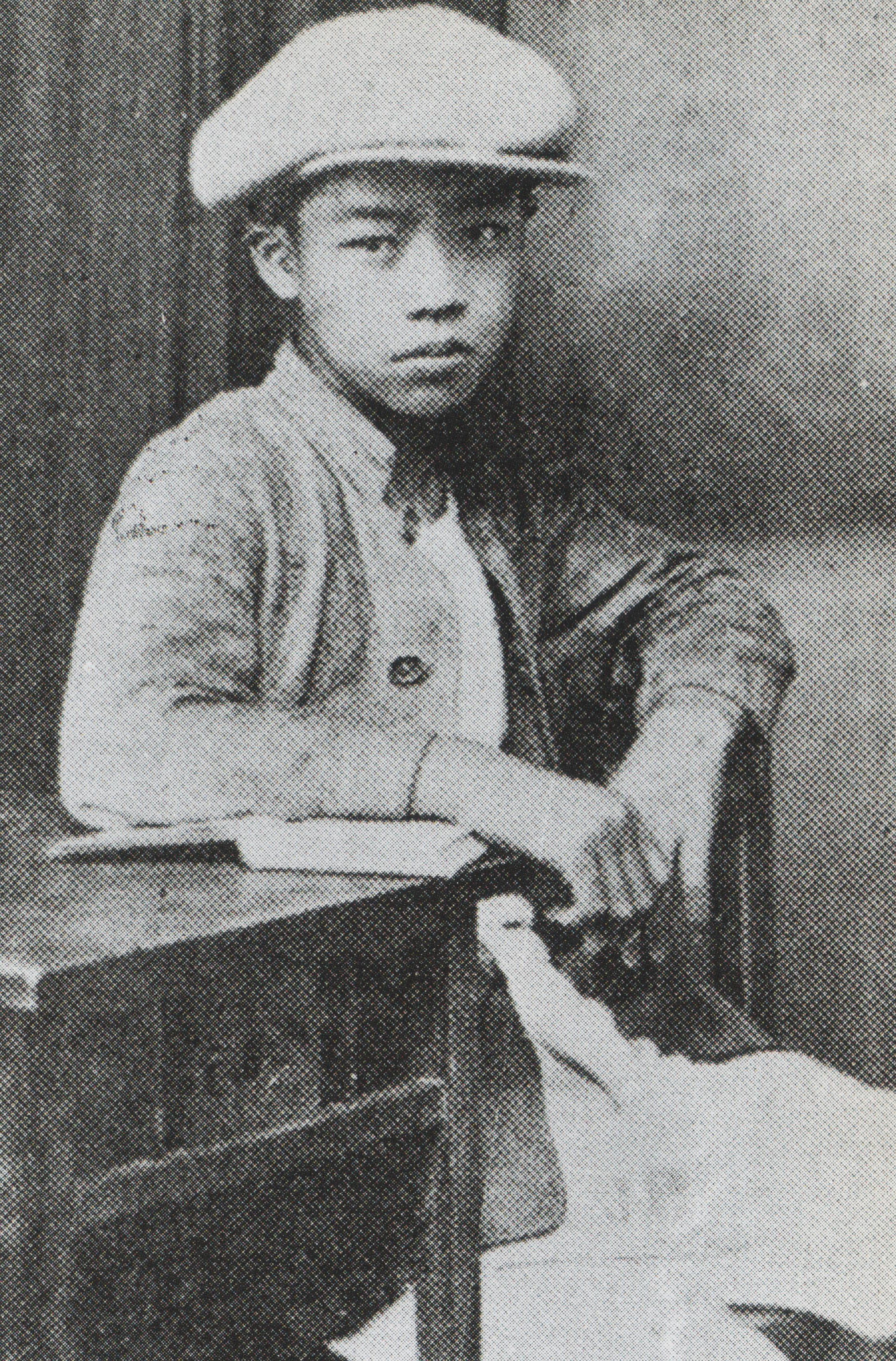
小倉・川北電気会社の給仕時代（1925年）

生家が貧しかったために、1924年、板櫃尋常高等小学校を卒業したのち、職業紹介所を通じ、株式会社川北電気企業社（現在のパナソニック エコシステムズ株式会社の源流）小倉出張所の給仕に就職した。掃除、お茶くみ、社員の使い走り、商品の配達などに携わり、初任給は11円、3年後に昇給して15円であった。この時期、新刊書を買う余裕はなく、本は貸本屋で借りるか、勤め帰りに書店で立ち読みしていた。当初清張が興味を持って読んだのは、旅の本であった。特に田山花袋の紀行文を好み、当初清張は花袋を紀行作家と思っていたほどであった（エッセイ『雑草の実』による）。しばらくして、家業の飲食店の経営がやや楽になり、家が手狭になったので、祖母とともに近所の雑貨屋の二階に間借住まいをする。
やがて文学に夢を託すようになる。この頃から春陽堂文庫や新潮社の文芸書を読み、15～16歳の頃、特に愛読したのは芥川龍之介であった。他に菊池寛の『啓吉物語』や岸田國士の戯曲も愛読した。休日には小倉市立記念図書館に通い始め、ここで森鷗外や夏目漱石、田山花袋、泉鏡花などの作品を読み、新潮社版の世界文学全集を手当たり次第に読み漁った。しかし、当時世評の高かった志賀直哉『暗夜行路』などは、どこがいいのかさっぱりわからなかったという。また、雑誌『新青年』で翻訳探偵小説の面白さに開眼、国内では江戸川乱歩の出現に瞠目、作品を愛読した。
だが1927年、出張所が閉鎖され失職。子供の頃から新聞記者に憧れていた清張は、地元紙『鎮西報』の社長を訪ねて採用を申し入れたが、大学卒でなければ雇えないと拒否された。この頃、一時は繁盛した父の飲食店も経営が悪化し、失職中の清張も露店を手伝い、小倉の兵営のそばでパンや餅などを売っていた。文学熱はさらに高まり、八幡製鉄所や東洋陶器に勤める職工たちと文学を通じて交際し、文学サークルで短篇の習作を朗読するなどした。また、木村毅の『小説研究十六講』を読んで感銘を受けた。

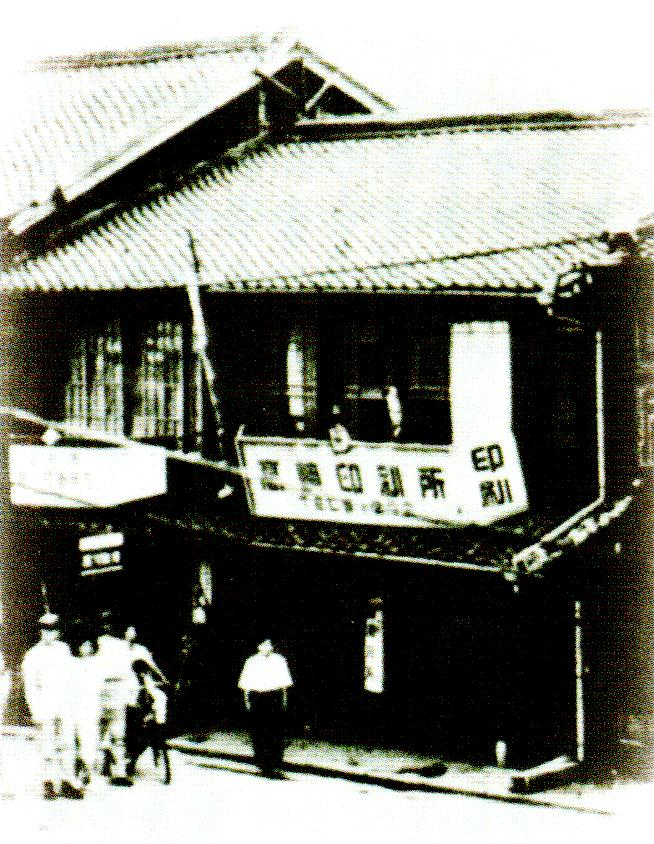
1928年から務めた高崎印刷所（1930年代）

1928年になっても、働き口は見つからなかった。手に職をつける仕事をしたいと考えた清張は、小倉市の高崎印刷所に石版印刷の見習い工となる。月給は10円であった。しかし、本当の画工になれないと思った清張は、さらに別の印刷所に見習いとして入る。ここで基礎から版下の描き方を学び、同時に広告図案の面白さを知った。この頃、飲食店の経営はさらに悪化、一家は紺屋町の店を債権者に明け渡して、工場廃液の悪臭が漂う中島町に再び戻り、小さな食堂を開いた。しかし全く商売にならず、父は相変わらず借金取りに追われていた。印刷所の主人が麻雀に凝って仕事をしなくなったため、清張は毎晩遅くまで版下書きの仕事に追われた。
1929年3月、仲間がプロレタリア文芸雑誌を購読していたため、「アカの容疑」で小倉刑務所に約2週間留置された。釈放時には、父によって蔵書が燃やされ、読書を禁じられた。

### 印刷工から広告図案へ

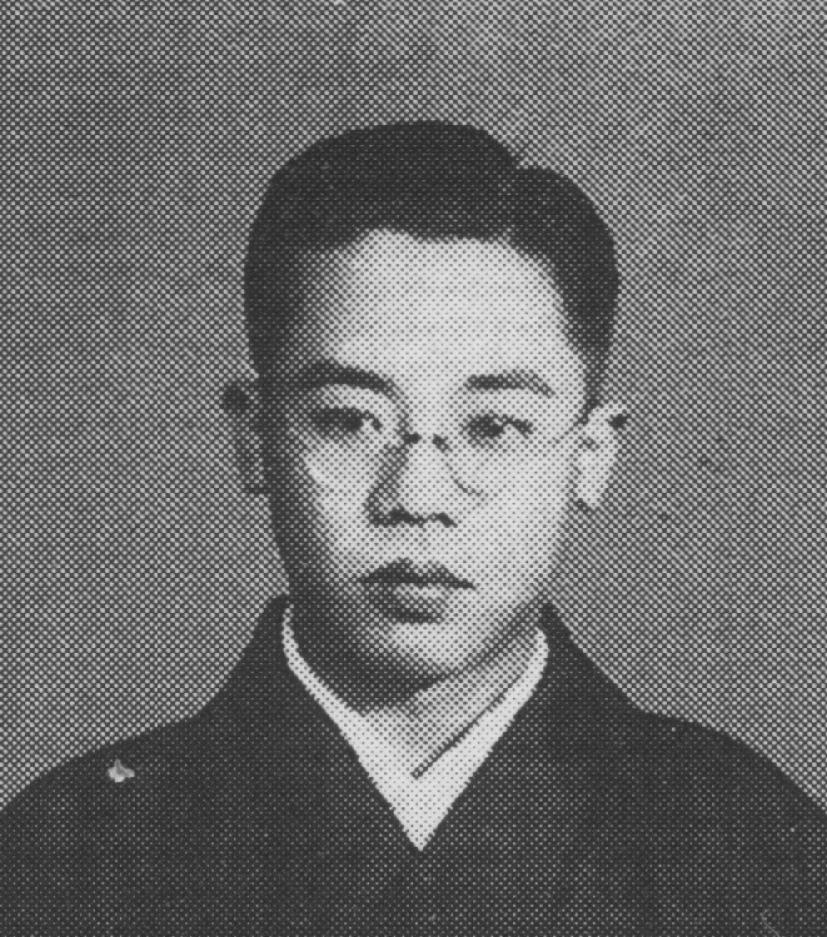
小倉・高崎印刷所時代の清張（1936年）

1931年に印刷所が潰れ、約2年ぶりに高崎印刷所に戻ったが、博多の中呉服町にあった嶋井オフセット印刷所（正確には嶋井精華堂印刷所。博多三傑の一人、島井宗室の末裔が経営）で半年間見習いとなった。ポスターの図案を習うつもりだったものの、文字もデザインの一つだからという理由で、もっぱら文字を書かされていた。ここで能書家でもあり俳誌『万燈』の主宰者でもあった江口竹亭と出会った清張は、図案を書くための文字を習うかたわら、作った俳句をみてもらうこともあった。後の作品中に覗われる俳句趣味・能書家の下地がここで培われた。
その後、高崎印刷所に三度復帰、ようやく一人前の職人として認められた。その頃から広告図案が重視されるようになり、嶋井精華堂で学んだ技術が役立った。1936年11月、佐賀県人の内田ナヲと見合い結婚。ナヲが裁縫を習いに通っていた近所の寺の住職の紹介であった。
高崎印刷所の主人が死去し経営状態が悪化、勤めを続けながら自宅で版下書きのアルバイトをした。将来に不安を感じ、1937年2月に印刷所を退職、自営の版下職人となった。この頃、朝日新聞西部支社（現・西部本社）が門司から小倉に社屋を移転し、最新設備による印刷を開始する旨の社告が載った。版下の需要が増えると見込んだ清張は、支社長の原田棟一郎に版下画工として使ってほしいと手紙を書き、下請け契約を得ることに成功した。1939年に広告部の嘱託、1940年には常勤の嘱託となった。なお1938年に長女、1940年に長男、1942年に次男が誕生している。

### 第二次世界大戦中

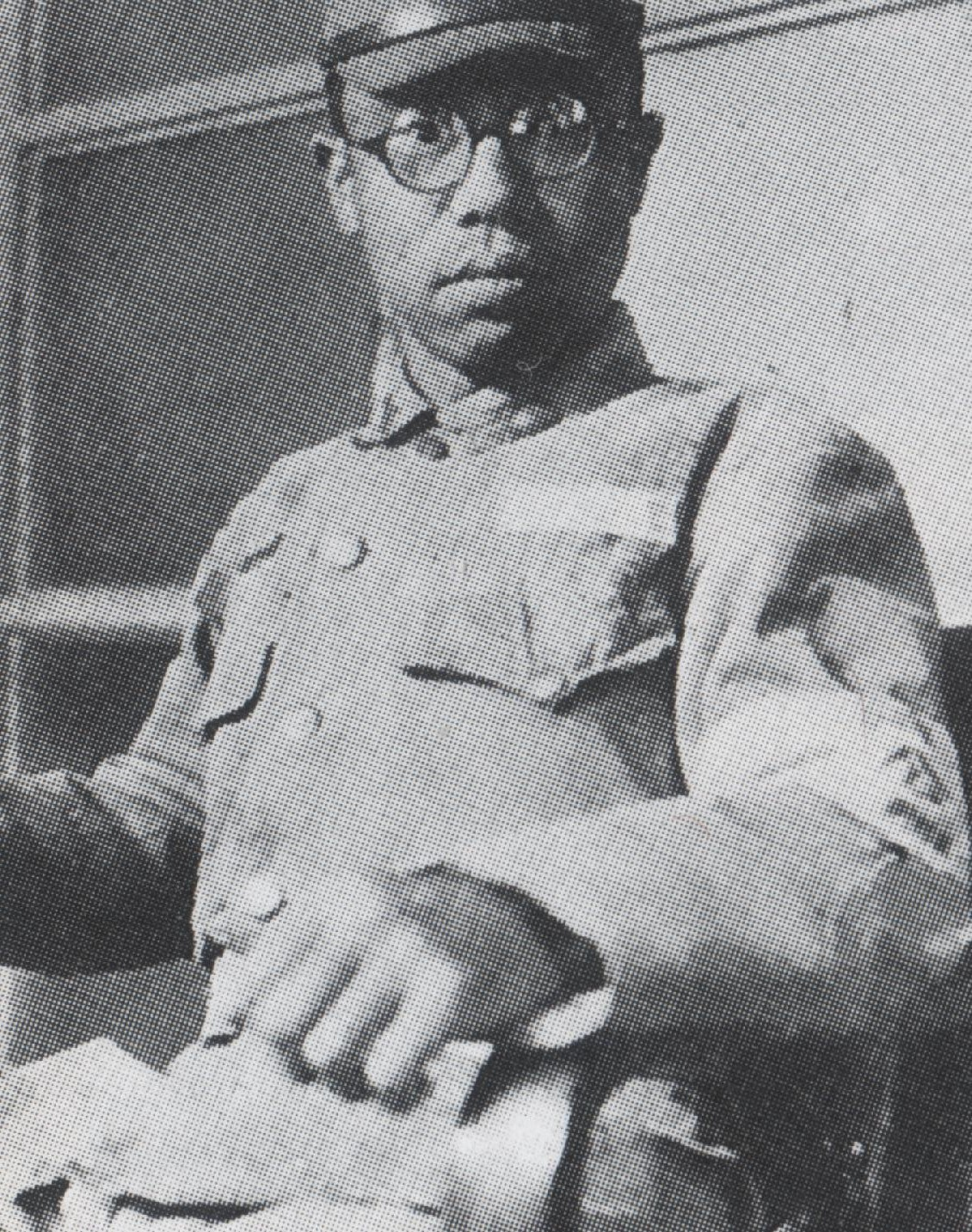
久留米での教育召集時の清張（1943年）

大東亜戦争下の1943年には広告部意匠係に所属する正社員となったが、独創性を必要とされない仕事内容で、また学歴差別が根強く、実力を評価されない職場環境であり、『半生の記』ではこの時期を「概して退屈」「空虚」と記している。そのような中、清張の楽しみの一つは、図案家仲間との交流であった。仲間と共に年に一回、ポスターの展示会を開き、東京から有名なデザイナーを呼んで審査してもらっていた。もう一つの楽しみは、北九州の遺跡めぐりであった。当時清張の職場の隣席に浅野という校正係がおり、浅野は収集した石器や土器の破片を取り出して清張に見せ、考古学者・森本六爾の話をして聞かせたという。浅野の影響から、休日には各地の遺跡を訪ね歩いた。
やがて教育召集のため、久留米の陸軍第56師団歩兵第148連隊に入隊、陸軍衛生二等兵として3ヶ月の軍務に服した。その後、1944年6月、臨時召集の令状が届いた。この時は、同じ久留米で第56師団から新編された第86師団歩兵第187連隊に入隊、直ちに歩兵第78連隊補充隊への転属を命じられるが、これはニューギニアへ補充のために送られる部隊であった。
補充隊は日本統治時代の朝鮮に渡り、7月4日に竜山に到着、同地に駐屯となった。その後、戦況の変化から同部隊のニューギニア行きは中止となったため、清張は中隊付きの衛生兵として医務室勤務となり、軍医の傍らでカルテを書いたり、薬品係に渡す薬剤の名前を書き入れたりする作業に従事した。12月に陸軍衛生一等兵となる。1945年3月、歩兵第292連隊第6中隊に編入され、4月には歩兵第429連隊に転属した。所属は変わっても衛生兵としての任務は変わらなかった。5月、第150師団軍医部勤務となり、全羅北道井邑に移り、6月に衛生上等兵に進級、終戦を同地で迎えた。

### 終戦直後

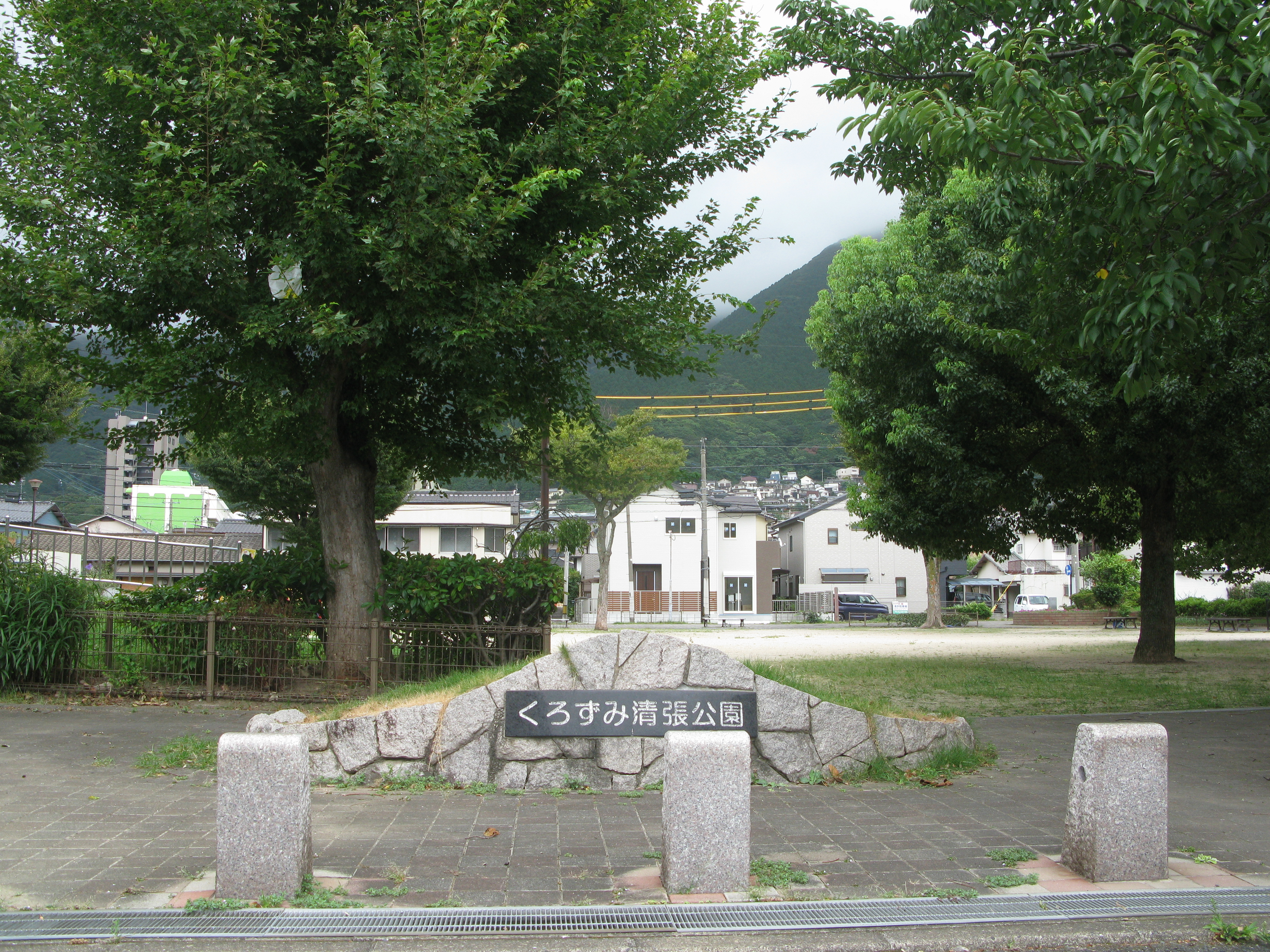
1945年から1953年11月まで小倉市黒原営団374（現在は地番変更により北九州市小倉北区黒住町16番地、くろずみ清張公園の近く）に居住し、『西郷札』『或る「小倉日記」伝』などを発表した。

10月末、家族が疎開していた佐賀県神埼町の農家へ帰還、朝日新聞社に復職した。小倉市内の黒原営団（現・黒住町）の元兵器厰の工員住宅に住み、砂津に在った朝日新聞西部本社まで歩いて通勤していた。20坪前後の敷地に一家8人で生活した。しかし当時の新聞はタブロイド版1枚、広告は活字の案内広告だけで、清張の仕事は事実上なかった。会社の給料だけでは生活困難であったため、会社の休日や食糧買い出し制度を利用し、藁箒の仲買のアルバイトを始めた。佐賀地域の農家が副業で作る藁箒を仕入れ、小倉近辺の荒物屋に卸した。当初清張の活動範囲は北九州だけであったが、そのうち広島まで足を延ばし、やがて見本を持って関西方面にまで遠出、空いた時間を使って京都市、奈良県の奈良市や飛鳥地方の古い寺社を見学した。
1948年頃になると、卸売を担う正規の問屋が復活し、このアルバイトが成り立たなくなったため、今度は印刷屋の版下描きや商店街のショーウィンドウの飾り付けなどのアルバイトに従事。また生活費を稼ぐ目的もあって、観光ポスターコンクールなどに応募していた。

### 1950年代

#### 処女作
木村毅の『小説研究十六講』を座右の書としていたが、元々は作家志望ではなかった。生活のためにアルバイトなどをしていたところ、『週刊朝日』の懸賞小説の応募を見つけ、賞金目当てに暇を見つけてはシャープペンで小説を書き続けた。1951年に書いた処女作『西郷札』が『週刊朝日』の「百万人の小説」の三等に入選。この作品は第25回直木賞候補となった。この年初めて上京。全国観光ポスター公募でも『天草へ』が推選賞を取った。

#### 芥川賞受賞
1952年、木々高太郎の勧めで『三田文学』に「記憶」「或る『小倉日記』伝」を発表。同年、日本宣伝美術協会九州地区委員となり、自宅を小倉事務所とした。
1953年に「或る『小倉日記』伝」は直木賞候補となったが、のちに芥川賞選考委員会に回され、選考委員の一人であった坂口安吾から激賞され、第28回芥川賞を受賞。
同年、『オール讀物』に投稿した「啾啾吟」が第1回オール新人杯佳作を得た。

#### 上京
| 1954年7月、小倉から家族を呼び寄せ、練馬区関町1-131（現在は地番変更により関町南二丁目21番地）に転居。『断碑』『張込み』『顔』などを発表した。 |  | 1957年、練馬区上石神井1-682（現在は地番変更により関町東一丁目1番地）に一戸を新築し移転、『ゼロの焦点』『砂の器』『黒い画集』などを発表した。 |
| 1954年7月、小倉から家族を呼び寄せ、練馬区関町1-131（現在は地番変更により関町南二丁目21番地）に転居。『断碑』『張込み』『顔』などを発表した。 |  | 1957年、練馬区上石神井1-682（現在は地番変更により関町東一丁目1番地）に一戸を新築し移転、『ゼロの焦点』『砂の器』『黒い画集』などを発表した。 |

1953年12月1日付で朝日新聞東京本社に転勤となり、上京する。当初単身赴任となった清張は、まず杉並区荻窪の田中家に寄宿した。
翌1954年の7月に一家が上京。当初は練馬区関町の借家に住んでいたが、3年後の1957年に上石神井に転居した。
朝日新聞社勤務時代には歴史書を雑読し、広告部校閲係の先輩から民俗学の雑誌を借りて読んでいた。また樋口清之の考古学入門書を愛読していた。
西部本社勤務時に引き続いて意匠係の主任となったが、1956年5月31日付で朝日新聞社を退社。退社の直接の契機は井上靖からの助言であった。

#### 本格的な作家活動
以後、作家活動に専念することになる。1956年9月に日本文芸家協会会員。
1955年から『張込み』で推理小説を書き始め、1957年に短編集『顔』が第10回日本探偵作家クラブ賞（現・日本推理作家協会賞）を受賞。同年から雑誌『旅』に『点と線』を連載する。翌年刊行され、『眼の壁』とともにベストセラーとなった。「清張以前」「清張以後」という言葉も出て、「清張ブーム」が起こった。『放送朝日』1957年8月号特集「テレビジョン・エイジの開幕に当たってテレビに望む」に寄せた評論で、テレビ番組に対する大宅壮一の発言「一億白痴化運動」に“総”の一字を挿入、「かくて将来、日本人一億が総白痴となりかねない」（一億総白痴化）と述べ、これは流行語となった。
その後も執筆量は衰えず、『ゼロの焦点』『かげろう絵図』『黒い画集』『歪んだ複写』などを上梓。執筆量の限界に挑んだ。清張の多作は同時代の作家にとっても驚きであり、種々の憶測も呼んだ。作家の平林たい子は韓国の雑誌『思想界』1962年8月号に「朝から晩まで書いているんですけど、何人かの秘書を使って資料を集めてこさせて、その資料で書くだけですからね。松本と言えば人間ではなく『タイプライター』です」と発言した。これに対し清張は「事務処理をする手伝いの人が一人いるのみで、事実に反する」と反論している。しかしのち、書痙となり、以後は口述筆記をさせ、それに加筆するという形になった。

#### 『小説帝銀事件』
1959年、帝銀事件を題材にして『小説帝銀事件』を発表。当時、帝銀事件は既に最高裁判所で被告に死刑判決が下されて、裁判は終わっていた。それを踏まえて改めて事件を「推理」することは、裁判批判を意味した。ただし当時は裁判批判が高まった時期であり、清張が特殊であったわけではない。松川事件に対しては、作家の広津和郎が裁判批判を書き、宇野浩二は「世にも不思議な物語」（『文藝春秋』1953年10月号掲載）を執筆しており、清張も広津を支援するなどの活動を続けた。『小説帝銀事件』は1959年、第16回文藝春秋読者賞に選ばれた。なお帝銀事件の被告平沢貞通は死刑執行されないまま1987年まで長きにわたり収監されて獄死し、事件に対しては冤罪説が根強くある。
下山事件に関しては、清張は広津や南原繁元東京帝国大学総長とともに「下山事件研究会」を結成、「推理は推理、真実の追及は別になければならない」として真相究明を訴え続けた。

### 1960年代

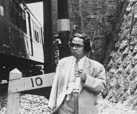
下山事件での調査の頃（1960年7月）

#### 『日本の黒い霧』
1960年、ノンフィクション『日本の黒い霧』の連載が始まる。『日本の黒い霧』は『文藝春秋』の1960年1月号から連載され、第二次世界大戦終結以後、1945年から1952年までの7年間に日本で起こった10の諸事件（下山事件のほか、もく星号墜落事故、白鳥事件、ラストヴォロフ事件、ゾルゲ事件、鹿地事件、松川事件など）に対する清張の推論とその背景が論じられた。同書は連載中から大きな反響を呼び、「黒い霧」は流行語になった。当時はまだノンフィクションが一般的に読まれる時代ではなく、同ジャンル隆盛のもととなった作品の一つとされている。
また、『日本の黒い霧』は連載中からさまざまに議論を引き起こし、大岡昇平と論争を行った（詳細は日本の黒い霧#大岡昇平からの批判）。
このあと清張は、実際の歴史を題材にするにあたって、
- 小説の形式をとったもの（『小説東京帝国大学』など）
- 評論として書いたもの（『北一輝論』など）
- 小説ではあるが作中に論文を組み込んでいるもの、

等々、様々なスタイルでの記述を試みていく。清張によると「最初、これ（『日本の黒い霧』）を発表するとき、私は自分が小説家であるという立場を考え、「小説」として書くつもりであった」。

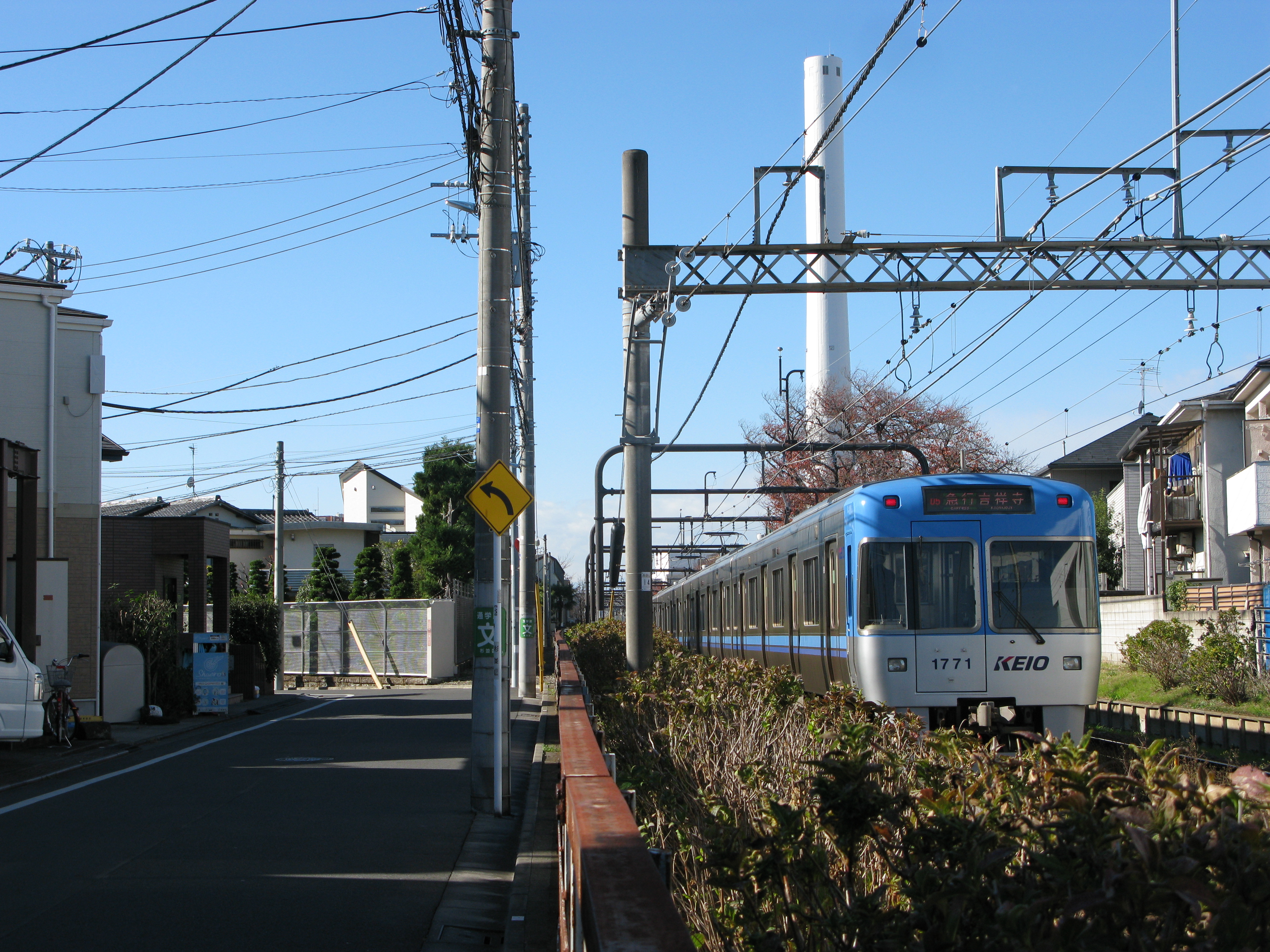
1961年9月、杉並区上高井戸4-1762（現在は地番変更により高井戸東一丁目）に自宅を新築し移転、『昭和史発掘』『古代史疑』『黒革の手帖』などを発表した。

1961年、前年度の高額納税者番付で作家部門の1位に。以降13回1位。杉並区高井戸に転居。直木賞選考委員を務める。『わるいやつら』、『砂の器』、『けものみち』、『天保図録』を発表。

#### 純文学論争
1961年9月の『朝日新聞』において、平野謙が「松本清張、水上勉らの社会派推理小説などの中間小説の優れたものが台頭し、純文学という概念は歴史的なものに過ぎない」と述べたことから、伊藤整、高見順などと純文学論争が起こった。福田恆存によれば、同年1月に大岡昇平が井上靖の『蒼き狼』を批判した時から始まっていたもので、大岡はついで、清張、水上らの中間小説を批評家が褒めすぎるとして批判していた。
1963年、江戸川乱歩の後を受けて日本推理作家協会理事長を務める。1971年には同会長となる（ - 1974年）。
1963年11月から1964年1月にかけて古代史の知識を色濃く反映した『陸行水行』を発表。以降、小説に留まることなく、自身の見解をより深く世に問う著作を発表していく。清張は「この小説（『陸行水行』）は、論文として書かれたものでもなければ、私の邪馬台国論を小説化したものでもない。（中略）本にまとまるとかなりの反響があった。そこでこういうものが私の邪馬台国論と思われては困ると思い、その後二年して「中央公論」に『古代史疑』を執筆した」と発言している。
1964年に初の海外旅行へ出かけ、ヨーロッパ・中東諸国を歴訪した。

#### 『昭和史発掘』
1964年から『週刊文春』に『昭和史発掘』（- 1971年）を連載、二・二六事件に至る昭和初期の諸事件を、関係者への取材や史料に基づいて描いた。連載中には、右翼の大物からの抗議もあった。呼びつけられたが、根拠を示して説明すると解放してくれたという。単行本の発行部数は300万部を突破し、清張自身も驚く売れ行きを示した。
二・二六事件に関しては、のちに清張が文藝春秋の出版局長に「資料集はたとえ商売にならなくても、大切なものは世に還元すべき」として資料集も出版された。

#### 「ネオ・本格」
他方、安易な清張ブーム追随も多く、1960年代半ばには、トリックも意外性もない社会批判小説・風俗小説が「本格推理」と銘打たれ乱発される状況となった。推理小説の形骸化に対し、清張は責任監修を務めた叢書『新本格推理小説全集』（読売新聞社、1966 - 67年）の中で、「ネオ・本格」という標語を掲げ、次のように発言している。
1967年、『昭和史発掘』『花氷』『逃亡』で第1回吉川英治文学賞、『砂漠の塩』で第5回婦人公論読者賞。同年より江戸川乱歩賞選考委員を務める（ - 1975年）。
1968年に邪馬台国を探究した『古代史疑』を刊行して以降、古墳時代を論じる『遊古疑考』、日本神話をめぐる『古代探求』など、古代史に関する評論・随筆も多数執筆されていく。他方、造詣は小説作品にも生かされ、『Dの複合』、『巨人の磯』、『火の路』などの作品に結晶している。

#### ベトナム戦争とベトナム訪問
ベトナム戦争に際して、一方の当事国であるアメリカ合衆国の新聞ワシントン・ポスト紙に掲載するベトナム反戦広告募集の呼びかけ人の一人となり、1967年4月3日に掲載された。また、「ベ平連」の中心人物の一人であった鶴見俊輔が清張に資金の不足を訴えた際、清張は「鶴見が驚くほどの額」を寄付した。
1968年、アメリカや南ベトナムと戦っていたベトナム民主共和国の対外文化連絡委員会からの招待を受け、2月に北ベトナム各地およびカンボジアやラオスなどの視察旅行に出発。4月4日、ファム・ヴァン・ドン首相との単独会見に成功した。また帰国後の4月には来日したエドガー・スノーと対談した。
1969年、カッパ・ノベルス版の発行部数が一千万部を突破した。

### 1970年代
1970年、『昭和史発掘』などの創作活動で第18回菊池寛賞を受賞。「自分は作家としてのスタートが遅かったので、残された時間の全てを作家活動に注ぎたい」と語り、広汎なテーマについて質の高い作品を多作した。同年、『日本の黒い霧』、『深層海流』、『現代官僚論』で日本ジャーナリスト会議賞を受賞。1971年には『留守宅の事件』で第3回小説現代ゴールデン読者賞（昭和46年上半期）を受賞した。

#### 歴史への関心
1970年代以降には、伝奇小説の大作『西海道談綺』や、奈良時代に材をとった歴史小説『眩人』が書かれた。また邪馬台国ブームが、1970年前後に大きく盛り上がったことを背景に、古代史をめぐる対談・座談会等が、清張を交えてたびたび実施された。清張は、井上光貞や西嶋定生、上田正昭といった、歴史学界の第一人者とも交流した。清張の活動は当時の古代史ブームの先導の一つとなった。その関心は日本に留まらず、アジアや中東、ヨーロッパなど広い範囲に及び、のちにベトナム古代文化視察団（団員は騎馬民族征服王朝説で知られる江上波夫など）の団長を務めた。『古代史疑』以降、古代史に関する発言は晩年まで続いた。邪馬台国の所在地は21世紀の現在まで確定しておらず、清張は所在地論争では九州説の立場をとっている。
1974年に高木彬光が推理小説『邪馬台国の秘密』を発表した際、古代史に関する記述をめぐり清張との間で論争が行われた。

#### 創共協定
創価学会会長・池田大作と日本共産党委員長・宮本顕治の会談が1974年12月に清張邸で実施され、10年間互いの存在を認め相互に干渉しないことを約束する創共協定（共創協定）が結ばれていたことが、1975年7月に判明、清張はその仲介役を務めていた（協定は公表とほぼ同時に死文化）。
池田と清張の初対面は、『文藝春秋』1968年2月号での対談であり、両者はその後も親交を続けた。文藝春秋の清張担当者であった藤井康栄によれば、清張の大ファンと言う池田とも、自宅が当時清張宅のすぐ近くにあった宮本とも、ごく気軽に話せる関係であり、創共協定は偶然の重なりによるものであるという。
1976年、毎日新聞社の全国読書世論調査で「好きな著者」の1位に。以降、没年まで8回1位となった。
『東京新聞』にて1976年1月1日から1978年7月6日まで邪馬台国期から奈良時代に至る日本古代史の通史『清張通史』を連載。1977年の「邪馬台国シンポジウム」（博多全日空ホテル）では構成・司会者を務めた。江波波夫や井上光貞が講師として参加、全国から600人以上の聴講者が集まった。

#### エラリー・クイーンの来日招聘
アメリカの世界的な推理作家であるエラリー・クイーンを1977年に光文社などと共同で招待し、クイーン（フレデリック・ダネイ）と対談した。クィーン（ダネイ）との対談中、推理小説の基本的な考え方について互いに同意する一方、意見を対立させる場面もあった。クィーンは推理小説の世界ベスト10として、イギリスの推理作家トマス・バークによる「オッターモール氏の手」を挙げたが、清張は「意外性のみを狙ったもので動機皆無、普遍性がない」と主張し、論争になった。
なお、アメリカ版『エラリー・クイーンズ・ミステリ・マガジン』において、初めて掲載された日本人推理作家の作品は、清張の『地方紙を買う女』である。クイーンと清張との縁はその後も続いた。クイーンは1967年に起こったジム・トンプソンの失踪事件に関心を持っており、既に『熱い絹』の執筆に着手していた清張と関心を共有することになった。清張やクイーンの作品を取り上げたテレビドラマ「傑作推理劇場」では、冒頭でクイーンが前説を述べる趣向が取られた。のちに清張はフランス世界推理作家会議で「あなたの作風はクイーンに似ていると思うが？」と質問された際、明確に否定している。

#### 「霧プロダクション」設立
映画・テレビの企画制作を目的として、映画監督の野村芳太郎らと1978年10月に「霧プロダクション」を設立、代表取締役に就任した。映像制作会社の設立に清張が熱意を示したのは、『黒地の絵』の映画化を強く望んでいたからだとされており、発足前の仮称は「黒地の絵プロダクション」とも報じられていた。以降、多くの映画・テレビドラマ等、映像作品の企画制作に関与し、同プロダクションは1984年まで続いた。。
1978年にNHKの取材に同行して2度目のイラン訪問、翌年『ペルセポリスから飛鳥へ』（日本放送出版協会）を書き下ろし刊行した。取材中には、大地震とパフラヴィー朝の国王退陣を求める反政府暴動に遭遇し、この暴動はイラン革命となり王朝は倒れた。同年、第29回NHK放送文化賞を受賞した。

### 1980年代
1981年の「正倉院展」（東京国立博物館）に際して、東京と京都で開かれたシンポジウムに参加した。この1981年頃には、鑑真をテーマにした歴史小説を『群像』（講談社）に連載する構想を持っていた。
1982年3月30日、「労組潰し」とも評された国鉄問題について「国鉄の自主再建を願う7人委員会」が発足し、会員として参加した。メンバーは中野好夫、都留重人、大河内一男、木下順二、沼田稲次郎（前東京都立大学学長）、矢島せい子（国民の足を守る会中央会議）。発足にあたっては、私学会館（アルカディア市ヶ谷）で協議した。清張はこの会について「硬直し、泥沼化していく労使の現状を見ておれない。声なき声を代表して、双方が真剣な気持ちで問題解決に取り組んでくれるようになれば」と述べている。この問題はその後、国鉄分割民営化で決着した。
1983年には19作品、24回の新作ドラマが放送されるなど、視聴率を確保できるとされた清張作品のドラマ化は過熱気味となっていたが、原作のテーマから逸脱した不本意な映像化を防ぐ目的もあり、霧プロダクション解散後の1985年に「霧企画事務所」が設立され、清張は監査役を務めた（2000年に解散）。

#### インド・中国訪問
1983年、朝日放送の取材に同行しインドを訪問。デリーやマドラス、コルカタなどを歩いた。帰国後に『密教の水源をみる 空海・中国・インド』（講談社）を書き下ろし刊行した。
同年には中国も訪問し、首都北京で周揚・中国文学芸術界連合会主席、馮牧・中国作家協会副主席と会談した。清張は「文学は面白いことが第一。説教調のものでは読者に倦きられる」と主張したが、中国側は「文学作品としての水準が先決」とした。
1984年、『ニュードキュメンタリードラマ昭和 松本清張事件にせまる』（テレビ朝日・朝日放送）を監修。毎週コメンテーターとして自ら出演した。
1985年にスコットランドやフランスのカルナック列石を、『清張古代史をゆく』続編の取材のため調査、ヨーロッパ巨石文化の謎に取り組んだ。この時の取材記録は『松本清張のケルト紀行』（日本放送出版協会・共著）として刊行された。
1986年から発掘調査が続く吉野ヶ里遺跡に関してもシンポジウムや講演会に参加。清張の議論は『吉野ケ里と邪馬台国―清張 古代游記』（日本放送出版協会）に収録されている。
1986年に『点と線』の英訳（ペーパーバック版）が発売された際、『ニューヨーク・タイムズ』紙上で、「伝統的なものではあるが、息もつかせぬ探偵小説」として紹介された。

#### フランス世界推理作家会議
1987年、フランス東部グルノーブルでの第9回「世界推理作家会議」に招待され、日本の推理作家として初めて出席し、講演を行った（「グルノーブルの吹奏」「国際推理作家会議で考えたこと」）。「グルノーブルの吹奏」（1988年）中の講演記録によると、清張は、日本の推理小説作家の作品は翻訳数が少ないために知られていないが、海外の作品に比べて遜色がないと紹介し、日本の作家のトリックには欧米よりも優れているものが多くある、とも述べている。帰国後には、日本の推理小説の真価を海外に知らせるため、外国語翻訳がもっと行われるべきであると主張した。
また、フランスの推理作家・評論家のフランソワ・リヴィエールとの対談において、推理小説には骨格としてアイデア・トリックの独自性が必要であるが、他方、単調さを回避するために副主題を伴うべきで、既成事実への疑問追及や既成観念への挑戦がテーマとしてうってつけである、と「ネオ・本格推理小説」を提唱した。

### 晩年
1990年、「社会派推理小説の創始、現代史発掘など多年にわたる幅広い作家活動」で1989年度朝日賞を受賞した。
時代・歴史小説の執筆は減少傾向を示したが、最晩年には再び時代小説『江戸綺談 甲州霊嶽党』に取り組んでいた。上田正昭によれば、織田信長の比叡山焼き討ちを、延暦寺側から描く作品の構想も持ち、1992年春から取材を開始していた。
他にもグルノーブルの原子力発電所に絡んだ推理長編を構想しており、1992年の年明けに中央公論社の会長・社長を招いて執筆を約束、初夏にヨーロッパを取材する予定であった。グルノーブルに加えて、フランスのパリ、リヨン、モンテカルロのほかオーストリアのウィーン、ベルギーのブリュッセルなどを舞台とする構想だったという。

### 死去

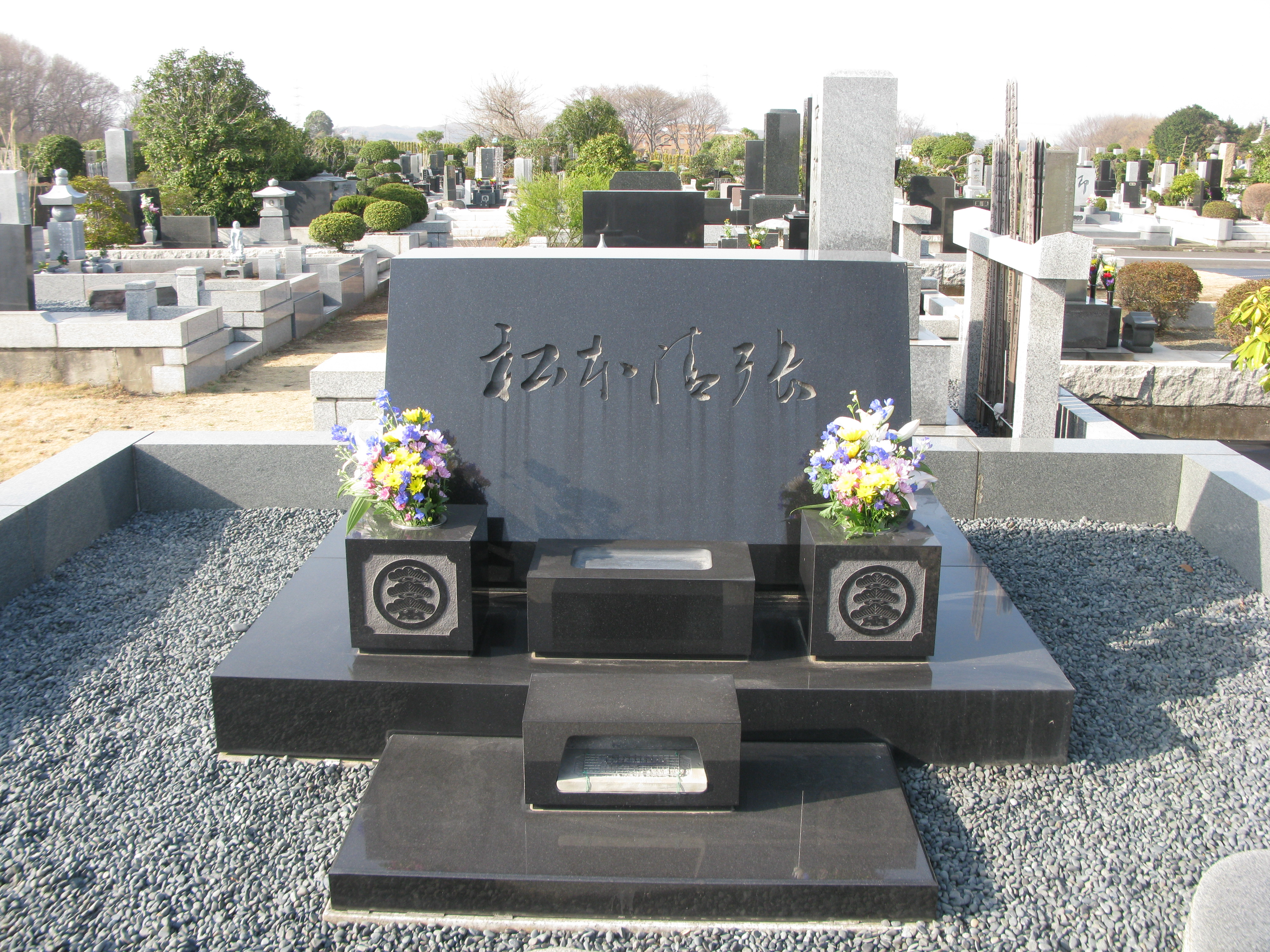
富士見台霊園の墓

1992年4月20日、脳出血のため東京女子医科大学病院に入院、手術は成功したが、7月に病状が悪化、肝臓癌であることが判明し、8月4日に死去した（82歳没）。
遺書には「自分は努力だけはしてきた」などと記されていた。
遺書の日付は1989年6月10日夜、ヨーロッパ取材旅行の前日となっていた。『神々の乱心』『江戸綺談 甲州霊嶽党』（後者は未単行本化）が絶筆。
法名は清閑院釋文張。

### 没後の動き
- 1994年 - 清張の業績を記念して日本文学振興会が松本清張賞制定。
- 1998年 - 北九州市立松本清張記念館が開館（書斎や書庫を再現）。同館を事務局として松本清張研究会が発足[77]。
- 2004年 - テレビ朝日が『黒革の手帖』で、清張作品の映像化を定番化。以後随時、単発大型ドラマを編成。
- 2009年 - 北九州市が生誕100年記念事業を実施。1月から12月まで幼少時の滞在地を含む清張ゆかりの全国各地で展開された。
- 2010年5月 - 北九州市が市道大門木町線に「清張通り」の通称を命名した[78]。
- 2013年8月 - 復員直後の昭和20年から8年間住んでいた北九州市小倉北区黒住町の旧居が解体される。
- 2014年12月 - 鳥取県日南町の日野上地域振興センターに、松本清張資料室がオープン[79]。
- 2016年4月6日 - 清張の旧居近くにあった小倉北区黒住町にある黒住公園が記憶継承のため「くろずみ清張公園」に名称変更された[80]。
  - 2020年4月6日 - 公園の名称の由来を残すための碑が建てられた[81]。
- 2018年9月16日までに、北九州市立中央図書館の書棚から、『松本清張全集』66冊のうち62冊が無くなったことが判明した[82]。同年11月末に、この被害を知った全国6件ほどからの寄贈の申し出のうち、保存状態の良かった福岡県宗像市の80代男性からの全集を受け取って、書棚に戻した[83]。
- 2019年3月16日～5月12日 - 神奈川県立近代文学館で特別展「巨星・松本清張」が開催された[84]。
- 2022年9月 - 鳥取県が没後30年に合わせ、清張と同県のゆかりを紹介するパンフレット「松本清張と山陰」を制作した[85][86]。鳥取県立図書館と日南町図書館も、清張を紹介する企画展示を行った[87]。

## 作品

### 短編小説
芥川龍之介や菊池寛の短編小説に若い頃から関心を寄せていた清張は、特に短編小説を好んで執筆した。特に初期はほとんどが短編作品であり、文学的な意味での完成度において、短編作品を高く評価する論者も少なくない。
これらの作品ではとりわけ、「何らかの意味で劣等感を抱いたり、社会的に孤立したりしながら、心の底では世の中を見返してやりたいという熱烈な現世欲を抱き、そのためにかえって破滅するような孤独で偏執的な人間像」が好んで取り上げられている。
その後、大きな反響を呼んだ『黒い画集』をはじめ、連作形式での短編発表が続き、清張の創作活動の大きな柱の一つとなった。長編執筆が主体となり、短編の創作量は減少したが、晩年に入っても短編シリーズ『松本清張短篇小説館』『草の径』を発表するなど、最後まで短編創作の試みは続けられた。歴史上の人物に新たな焦点を当てるなど、様々な角度からの創作が行われている。

### 推理小説
推理小説に清張がよく親しむようになったのは、川北電気小倉出張所の給仕時代、17～18歳の頃であった。雑誌『新青年』（1920年創刊）に掲載された翻訳小説により探偵小説の面白さを知った、と回想している。小酒井不木らによる翻訳を「むさぼり読んだ」一方、江戸川乱歩の初期作品に傾倒した。他に、牧逸馬が手がけたノンフィクション『世界怪奇実話』に憧れ、犯罪ドキュメントものに興味を持つようになったのは、その影響であると述べている。後に作家となって以降も、牧の自宅を訪れ、蔵書を一覧し、原資料について質問している。『日光中宮祠事件』『アムステルダム運河殺人事件』のような作品を書くようになったのは牧の影響であると述べている。戦後の作品としては、香山滋『怪異馬霊教』の強烈な個性に関心を持ったという。
1961年に出版された随筆『黒い手帖』では、トリックの尊重や、また本格推理の面白さは肯定するが、限られた数のマニアのみを念頭に、設定や描写の奇抜さを競い合う状況が推理小説の行き詰まりを引き起こしているとして、多くの人々の現実に即したスリル・サスペンスを導入すべきことを訴えた。しかし推理小説に現実性を持たせる主張自体は、清張の独創ではない。古典的な探偵小説の非現実性に対する批判として有名なものに、アメリカの作家レイモンド・チャンドラーの1944年のエッセイ「The Simple Art of Murder（素朴な殺人芸術）」がある。ただし、清張は「推理小説が謎解きの面白さを骨子としている以上、トリックを尊重するのは当然である」とする立場を捨てず、動機の重視などチャンドラーとは異なる方法へと進んだ。
ほか動機の描写に力を入れることで人間描写を深めた。なお推理小説で人間を描くことについては、清張以前から議論が続けられてきた古典的な問題である。有名なものは、清張が作家として世に出る際大きな役割を果たした木々高太郎と甲賀三郎による昭和11年 - 12年の「甲賀・木々論戦」である。また、木々を中心とした新人推理作家グループによる「探偵作家抜打座談会」（『新青年』1950年4月号掲載）も行われたが、乱歩によれば「探偵小説本格主義打倒の純文学論を高唱したもの」であったという。推理小説に社会性を加えられることなどを主張している。

#### トリック分類表
1962年初め頃、清張は欧米の推理小説に詳しいアシスタント（清張の速記者を務めた福岡隆の親戚）を使い、トリック分類表を作成させた。分類表は江戸川乱歩「類別トリック集成」の形式に倣ったものであり、6つの大カテゴリと各カテゴリ内での分類によって構成され、コナン・ドイル、アガサ・クリスティから乱歩に至る実作例が付されている。大カテゴリは以下の通り。
1. 「犯人（または被害者）の人間に関するトリック」（一人二役など）
2. 「他人が出入りした痕跡についてのトリック」（密室など）
3. 「犯行の時間に関するトリック」（乗り物、時計、音など）
4. 「凶器と毒物に関するトリック」
5. 「人および物の隠し方トリック」（死体の隠し方など）
6. 「その他の各種トリック」（童謡殺人、迷路など）。

日本推理作家協会の理事長時代、中島河太郎と山村正夫に委嘱して、国内中心の150例近くを補充したトリック分類表を作成させた。

#### 社会派推理小説
同時期の水上勉や有馬頼義らの執筆活動もあり、マスメディアは清張たちによる推理小説の新しい傾向を「社会派推理小説」と呼び、週刊誌など当時のマスメディアの発達もあり広く歓迎された。しかし清張は「社会派」の呼称が推理小説に使われることを好まなかった。晩年にも、社会派の呼称は適当ではないと明言している。

#### 横溝正史のリバイバルブームについて
1970年代の横溝正史のリバイバルブームに際しては、近年の推理小説に良い作品が少ないことの反映だとして次のように述べた。「いい作品が少ないですね、社会派ということで、風俗小説か推理小説かわからないようなものが多い。推理小説的な意味で言えば水増しだよ。それで、トリックオンリーの探偵小説、たとえば横溝さんのものなど、どんでん返しもあれば意外性もあって、コクがあるでしょう、それで読者に迎えられているんだよ」。

### 時代・歴史小説
デビュー当初の清張の執筆は歴史小説が中心であり、『くるま宿』『秀頼走路』『五十四万石の嘘』『いびき』など、多くの作品が執筆された。これらの歴史短編では、歴史の片隅でひっそりと消えていく薄幸の人々が好んで取り上げられ、また前述の留置所での拘留経験が反映された『いびき』など、かつての自身の生活経験が色濃く影を落としている作品も見られる。また、清張にとって初の長編小説は歴史小説であった。作家としての知名度が上がり執筆量が激増して以降も、連作時代小説『無宿人別帳』を連載するなど、しばらくは時代・歴史小説が並行して書かれた。
歴史小説に関して「鷗外流に史実を克明に淡々と漢語交じりに書くのが「風格のある」歴史小説ではない。史実の下層に埋没している人間を発掘することが、歴史小説家の仕事であろう。史実は結局は当時の人間心理の交渉が遺した形にすぎない。だから逆に言うと、歴史小説は、史実という形の上層から下層に掘られなければならないことになると思う。歴史小説と史実が離れられないゆえんである」と述べた。
出版社のシリーズ企画から江戸時代を論じた『幕末の動乱』がまとめられたが、その経験を生かす形で大作『かげろう絵図』『天保図録』が生まれた。
清張は、菊池寛の『日本合戦譚』（1932 - 1934年、『オール讀物』に連載）のモチーフを生かす形で、『私説・日本合戦譚』（『オール讀物』連載）を執筆している。また、岡本綺堂の『半七捕物帳』を始めとする捕物帳にも関心を寄せていたが、短編集成型の連作として『彩色江戸切絵図』『紅刷り江戸噂』を執筆した。ここでも推理小説と同様、シリーズキャラクターの登場は避けられている（『虎』『見世物師』の文吾は唯一の例外）。

### 近現代史
ノンフィクション作品に加えて、中江兆民を論じた『火の虚舟』、山縣有朋を素材とする小説『象徴の設計』、大久保利通から吉田茂、鳩山一郎などを経て1980年に至る日本の首相についての『史観・宰相論』など、主に人物を通して近現代史を再考する取り組みが続けられた。
文藝春秋は、その後も清張に近現代史を素材とした作品を書いてもらう意向を持っていた。頓挫した文藝春秋の企画の一つとして「戦後内閣論」がある。
晩年に至り、ノンフィクションから小説作品に案が変更され、『神々の乱心』の執筆が開始された。

#### 評価
日本近代史専攻の有馬学によれば、『昭和史発掘』中で清張の駆使する史料は、当時の研究者から見ても、相当な水準のブレーンがいなければ集め得ないものであったという。このため種々の憶測も生まれたが、清張は「資料の捜索蒐集は、週刊文春編集部員の藤井康栄が一人であたった」と明言している。
歴史学者の成田龍一と日本文学者の小森陽一は、『日本の黒い霧』と『昭和史発掘』は、清張の戦後歴史学（アカデミズム）に対する批判意識が見出せると述べている。戦後歴史学が、権力対民衆運動の枠組みに縛られ、権力（＝天皇）の問題を考察する（＝天皇制は封建制の残滓であり日本の遅れの象徴という）イデオロギー構造になっていたのに対し、敗戦日本を統治したGHQの謀略という視点を持ち込み、また、法則性に基づいた歴史の発展（＝マルクス主義）ではなく、個別ばらばらの事件を追求して背景を探るという発想自体、当時の歴史学にはなく、『日本の黒い霧』の手法が新しいものであったこと、『日本の黒い霧』は天皇をめぐる議論には触れていないため、当時の多くの歴史学者は清張の議論を軽視・無視したが、のちに清張は『昭和史発掘』でファシズムの問題に取り組み、戦後歴史学が、大政翼賛会を念頭に思想統制や治安維持法に代表される上からのファシズムを強調するパターンを取っていたのに対して、清張は下士官や兵のレベルまで資料発掘・言及する対象を拡大し、二・二六事件で決起した青年将校や、東京裁判におけるA級戦犯に戦争の全ての責任があるのではなく、国民一人一人が戦争への欲望を持ち、下からファシズムを望んでいたことを論証しようとした、と指摘している。

### 古代史
清張の古代史への関心は、北九州中心に各地の遺跡を歩いていた小倉在住時に培われている。清張は「わたしの書く「歴史」ものでは、古代史と現代史関係が多く、その中間が抜けている。人からよく訊かれることだが、これは「よく分からない」点に惹かれているからだろう。古代史には史料が少ないために、現代史は資料が多すぎるがその価値が定まっていないために、どちらも空白の部分がある。「歴史」はやはり推理の愉しさがなくてはならない」と述べている。考古学は創作の初期から重要なモチーフとなり、『断碑』『石の骨』などの短編が書かれた。

#### 評価
清張の提示した仮説に関しては、その後の考古学・歴史学研究の成果により、現在では乗り越えられたものもある。しかし、一般の広い関心を喚起し学界に刺激を与えたとして、その着想を高く評価する学界研究者も存在している。井上光貞や上田正昭は、清張が『古代史疑』を発表した時点でこれに高い評価を与えている。この対談にも参加した考古学者の佐原真はのちに、清張の考えそのものには従えないところも多いが、研究者には到底思いもよらないその発想・着想は大いに刺激的であると評している。また清張の古代史論は基本的に文献からの学習に基づいていたが、普通の研究者があまり着目しない明治期以来の古い研究史をも熟読しており、学史の学習が清張を強くしたのではないか、とその特色を分析している。
歴史学者の門脇禎二と考古学者の森浩一は対談で、清張没後に進んだ三内丸山遺跡の発掘結果により清張説が否定された例もあるものの、当時の政治史中心の学界に対して、国際的な人的交流、貿易史の視点を強調したこと、あるいは朝鮮文化の影響を大きく評価する当時の研究風潮に対して、ゾロアスター教などペルシア文化の影響力を強調したことなどは、学界に大きな刺激となったこと、また清張がいる間は、学者もテレビなどでいい加減なことは言えない雰囲気があったことなどと述懐している。

## 出版社・担当編集者との関係
- 文藝春秋とは芥川賞受賞以降、晩年まで密接な関係を持ち続けた。尊敬していた菊池寛の創立した出版社であるため、たびたび寄稿し「文藝春秋は仕事がしやすい」「筆が自由」と述べていた。全作品の4分の1あまりが文藝春秋の各雑誌に書かれた[116]。
  - 藤井康栄は、清張担当編集者の代表的な人物である。藤井は文藝春秋新社入社後、『別冊黒い画集』シリーズで清張担当となり、『昭和史発掘』関連の取材を行った。以後『松本清張全集』の編集を経て、同社退社後は、北九州市立松本清張記念館の館長を務めた[117]。
  - 藤井の元上司にあたる半藤一利は同社在職時に『現代官僚論』を担当し、のち『週刊文春』『文藝春秋』各編集長として、『西海道談綺』などの取材旅行に同行した[118]。
  - 森史朗は同社在職時、1970年から『文豪』『古代探求』など3年間清張を担当、のち『空の城』で再び清張を担当した[119]。
  - 高橋一清は同社在職時、『強き蟻』『西海道談綺』を担当した。
- 光文社からは『点と線』の刊行以降、多数の作品が刊行され、同時代読者にとっての「松本清張＝推理小説」のイメージを広めることにつながった。清張担当は、『点と線』以来の松本恭子と、カッパ・ノベルスの初代編集長を務めた伊賀弘三良が中心となった[120]。また、櫻井秀勲は、同社在職時、『波の塔』など『女性自身』掲載作品で清張を担当した。のちに伊賀・櫻井が同社を退社し祥伝社を設立した際、清張は『人間水域』を「ノン・ブック」の創刊ラインナップに与えた。
- 新潮社とは、長編小説の連載や短編の発表など、晩年まで多くの作品の発表舞台となった。また同社は、文庫の刊行歴において文藝春秋や光文社などの他社に先行していたため、多くの代表作が同社の文庫に収録されることになった。
  - 須賀契子は、同社入社後、『わるいやつら』『けものみち』『夜光の階段』などで清張を担当、30年以上の間、清張との関わりが続いた[121]。
  - 王子博夫は、同社入社後、『禁忌の連歌』シリーズで清張を担当。結婚式の主賓を清張が務めるなど付き合いを深めたが、『黒革の手帖』完結の1年後に東名高速道路上で事故死した[122]。
  - 堤伸輔は、同社在職時、『聖獣配列』『赤い氷河期』で清張を担当した[123]。
- 講談社では、光文社の松本恭子の姉にあたる松本道子が、妹と共に清張邸を訪問する関係にあったが、『北一輝論』以降清張作品を担当した[124][125]。大村彦次郎は、同社在職時『小説現代』編集長として『熱い絹』など同誌掲載の清張作品を担当した[126]。斎藤陽子は、松本道子を引き継ぐ形で清張担当となり、『殺人行おくのほそ道』『湖底の光芒』などの講談社ノベルス刊行作品や『熱い絹』の取材に同行した[127]。
- 中央公論社（現：中央公論新社）では、澤地久枝が同社在職時に『影の車』『絢爛たる流離』で清張を担当、また文藝春秋の藤井康栄の妹にあたる宮田毬栄が『黒い福音』で清張を担当するなどの関わりがあり、当初『松本清張全集』は同社から刊行される計画も持たれていた。しかし同社の『日本の文学』シリーズ企画の際、清張との関係が悪化し（三島由紀夫の節を参照）、その後は『眩人』など少数の作品との関わりに止まり、ひとり宮田が清張関連の窓口的存在となった[75]。
- このほか、朝日新聞社では、重金敦之が同社在職時、『黒の様式』『黒の図説』『歌のない歌集』各シリーズなど、『週刊朝日』掲載作品を中心に清張を担当した[128]。

## 他の作家・著名人との関係

### 作家一般
森鷗外
創作活動の初期から晩年まで、清張が間接的なものも含めて作品のモチーフとして取り挙げ続けた作家であり（『或る『小倉日記』伝』『鷗外の婢』『削除の復元』など）、評伝的作品『両像・森鷗外』も執筆されている。
鷗外の作品中、清張が特に重点を置いて言及しているものは、『渋江抽斎』『伊澤蘭軒』『北條霞亭』といった史伝物である。清張は鷗外が夏目漱石よりも大人であると述べており、国文学者の三好行雄との対談の中で、清張は「私は鷗外にそんなに影響を受けたとか、あるいは鷗外に私淑して、一生懸命文体なり、あるいはテーマの取り方なんかを学んだとは思いませんね。鷗外と漱石というのを比べてみますと、大人という言葉を使えば、鷗外が漱石よりはるかに大人です。やっぱり鷗外の文体の簡潔さ、漢語はたくさんあるけれど当時のことですから漢語が多いのは当然だし、ああいう硬筆で書いた文章というのにひかれたわけです」と語っている。対して、漱石に対する清張の言及は「批評家が『こころ』を漱石晩年の傑作のように言っているのが私には不可解です。要するに漱石の作品は、実生活の経験がなく、書斎に閉じこもって頭で書いたものだからです」といっている。晩年になるほど鷗外との作品上の付き合いは深くなり、自分に通じるものを鷗外のうちに見出して、のめり込んだと評されている。清張が鷗外に終生関心を持ち続けた動機・背景に関しては、現在でも議論が続いている。
菊池寛
清張自身が影響を受けたことをしばしば表明していた。菊池は文藝春秋の創設者であり、清張は16～17歳から20歳過ぎまでかなり菊池の考え方に影響されたと述べ、『大島ができる話』『啓吉の誘惑』『妻の非難』『R』など、菊池寛の「啓吉もの」が自分の読書歴の古典であり、今でも文章の一部を暗記しているくらいであると清張は述べている。その作品を生活経験に裏付けられたものとして高く評価した。菊池を論じた作品として、文藝春秋での佐佐木茂索との関係を軸にした『形影 菊池寛と佐佐木茂索』がある。
清張が共鳴した菊池寛の考え方を示すものとして、「小説家たらんとする青年に与ふ」（『文芸倶楽部』1921年9月号掲載）がある。この中で菊池は「とにかく、小説を書くには、文章だとか、技巧だとか、そんなものよりも、ある程度に、生活を知るといふことと、ある程度に、人生に対する考へ、所謂人生観といふべきものを、きちんと持つといふことが必要である」と述べている。
文学史上における菊池寛を、清張は次のようにいっている。
菊池のいうテーマ小説の出現は、それまでの自然主義的傾向の小説、白樺派の人道主義的小説の流れと切りはなしては云えない。田山花袋らに代表される自然主義的小説は「あるがままのものをあるがままに描く」ことをモットーとしたが、それは自己の経験を中心にしたものであり、題材はきわめて狭かった。狭いゆえに描写の深化はあったが、その深化は行き詰りにつながっていた。（中略）自然主義的小説は人間生活の暗黒面が強調され、題材も主として女と貧乏にかぎられるようになった。大正末期までの「私小説」は、葛西善蔵に代表されるように生活落伍者と女関係とが主題になっている。（中略）「告白」はトルストイなどからの影響だが、その「告白」を皮相的にあるいはストイックに解釈し、または意識的に自己流に歪曲したのが大正期の私小説といえようか。自然主義小説は、人生を観照しても、実人生に解決がない如く、小説にも解決がない。自我を主張するが、その自我も因襲的な家族制度と社会機構に押し潰される。かくて自然主義小説は絶望の文学となり、虚無的となる。しかし、ここにも感傷的なロマンチシズムがあるのは見のがせない。これが愛読者を得た理由でもある。けれども題材が自己の経験や周囲の観察に限られているため、同じような話をくりかえして書く結果になり、マンネリズムに陥って、衰弱した。わずかに徳田秋声や正宗白鳥などが命脈をつぐ。その自然主義小説に反抗してあらわれたのが白樺派である。彼らはトルストイの告白面よりも、その人道主義に共鳴した。有島武郎、武者小路実篤、志賀直哉、長与善郎など学習院卒の、貴族の子弟がそのグループだった。（中略）白樺派の小説は、一部に熱狂的な支持者を得ても、一般からはひろい共鳴を得られなかった。いわば、貴族のお坊ちゃんのひとりよがりの小説としてその底の浅さを云われ、嘲笑された。そこに登場したのが、菊池や芥川のテーマ小説である。人間の暗黒面、無解決、いつはじまっていつ終わったかわからないような叙述、小説の興味を抹殺したような平板、単調な構成の自然主義小説や私小説類、もしくはそれとは対蹠的だが白樺派の感傷的な人道主義小説または楽天的な理想小説に不満だった読者は、明快で理知的な人生裁断を前面に押し出した菊池の小説を歓迎した。菊池の小説は「自我」がテーマになっている。自然主義小説にも自我はあったが、それは内在的なものとしてしか扱われていなかった。菊池はそれを正面に押し出した。（中略）彼はその自我をテーマに、現代小説にしても歴史小説にしても、存分に面白い物語をつくりあげた
清張の菊池作品に対する評価は、芥川龍之介や志賀直哉の作品に比べても高い。
- 「芥川を讃美するのはよいが、芥川作品の構成の脆弱よりも、寛の鉄骨で組み立てたような構造の見事さは、もっと再評価されてよいのではなかろうか」（『随筆 黒い手帖』）
- 「菊池だったら文章に効果的な省略はあっても、肝要なところは手抜きなどしないで、きっちり書くだろうと思われるのである。それは志賀と菊池の生活経験の違いから来る。『暗夜行路』の主人公は（中略）居所を転々とし、その間「放蕩」などするような自分の使う金に反省がないのみならず、社会的感覚がまったくなく、あるのは都合のいい自己だけである」（『形影 菊池寛と佐佐木茂索』）

木村毅
16 - 17歳の清張が強い感銘を受けた『小説研究十六講』について「その前から小説は好きで読んでいた。しかし、小説を本気で勉強したり、小説家になろうとは思っていなかった。だが、この本を読んだあと、急に小説を書いてみたい気になった。それほどこの本は私に強い感銘を与えた」「（思い出の一冊にとどまらず）いまでも私に役立っている」と言っている。清張のこのエッセイを読んだ木村は「私のながい文学生涯において、これほど私にうれしかった文章はめったにない（中略）、若き松本清張君の訪問は、私をよろこばせ、自信をつけ、再生の思いをさせた」。鶴見俊輔によれば、『小説研究十六講』は「昭和初期まで相当の影響力を持っていた」はずだが、文学者の「最初に自分の眼をひらいてくれた本のことをあまり言いたがらない習慣」ゆえに、無視されるようになったという。
小倉から東京へ転居した際、清張は真っ先に木村の自宅を訪問し、その後も交流を続けた。「（清張は）会見後はいよいよ私の支持者となって、ただに『小説研究十六講』ばかりか、私の書くたくさん著作を飽きもせず渉猟して、埋没した明治史の発掘者として、文藝春秋社のどれかの雑誌に講演をして、長々と私をほめ、「えらい人」と言っている」。清張の『暗い血の旋舞』に先立ち、クーデンホーフ光子の伝記を残している。
木村の死去に際して清張は「葉脈探求の人-木村毅氏と私」を書き、追悼した。同文中で清張は「それまで私は小説はよく読んでいるほうだったが、漫然とした読み方であった。小説を解剖し、整理し、理論づけ、多くの作品を博く引いて例証し、創作の方法や文章論を尽くしたこの本に、私を眼を洗われた心地となり、それからは小説の読み方が一変した。」「高遠な概念的文学理論も欠かせないが、必要なのは小説作法の技術的展開である。本書にはこれが十分に盛られていた。」「私は33歳のころまで乏しい蔵書を何度か古本屋に売ったことはあるが、この「小説研究十六講」だけは手放せず、敗色濃厚な戦局で兵隊にとられた時も、家の者にかたく保存を云いつけて、無事に還ったときの再会をたのしみにしたものだった」と述べている。
井上靖
作家生活の指標として、清張は井上を尊敬し、井上宅の訪問や書簡の送付などの交流を持ち、また井上からの助言により作家専業となることを決断した。芥川賞受賞後、鷗外風の歴史小説や菊池寛のテーマ小説を模索する中で、清張は振り返って「実際、私は井上靖氏の出現がなかったら、何を目標にして作品を書いていいかわからなかった。井上氏によって私の行く道は決定したと言ってもよい」と記している。後年、なかなか筆を執らなくなった井上に業を煮やし批判を口にすることもあったが、晩年に静養中の井上を見舞い、書簡を送っている。
水上勉
1952年以降は文筆活動から遠ざかっていたが、清張の活動に刺激を受け、1959年に推理小説『霧と影』を発表、その後は社会派推理作家として認められた。水上は清張から取材・執筆のアドバイスを与えられ、直木賞受賞作品『雁の寺』は激賞を受けたという。
大岡昇平との論争
作家の大岡昇平は、1961年に『常識的文学論』を『群像』に連載し、平野謙や伊藤整らとの純文学論争に関与する中で、清張についても触れた。9月号掲載の「推理小説論」では、
「私は彼の一種の反骨が好きである（中略）とにかく彼が旧安保時代以来、日本社会の上層部に巣喰うイカサマ師共を飽きることなく、摘発し続けた努力は尊敬している。『日本の黒い霧』が「真実」という点で、いかに異論の余地があるにしても、私はこの態度は好きだ。どうせほんとの真実なんてものは、だれにもわかりはしないのである」「暴君的な夫に仕えながら、犯罪人の情夫へ思慕を捨てない『張込み』のヒロインも好きだし、『天城越え』の三味線を抱えた代用母性は、記憶に残る映像の一つである」「しかし大衆文学も推理小説も、私にとっては乗り越えるべき障害でなければならない」「ただ、これらの文学の流行を、時代の運命のように言う批評家が、いつものことで恐縮だが、気に入らないだけである」
と述べ、推理小説を愛好しつつも、純文学の変質と結びつけて論じようとする文芸評論家を批判した。この時点で清張が反応することは無かったが、伊藤整が『群像』11月号に文芸評論「『純』文学は存在し得るか」を掲載すると、大岡は伊藤の見解に異議を唱える形で、12月号に「松本清張批判」と題する文章を発表した。そこでは「私は先々回に書いたように、松本の愛読者であり」と断りつつ、
「松本の推理小説と実話物は、必ずしも資本主義の暗黒面の真実を描くことを目的としてはいない、それは小説家という特権的地位から真実の可能性を摘発するだけである。無責任に摘発された「真相」は、松本自身の感情によって歪められている」
などと批判した。大岡の批判に対して、清張は翌1962年1月号に「大岡昇平氏のロマンチックな裁断」を発表し、
「順境に育った大岡昇平氏はその常識から、逆境に育った私のものの見方があたかも「釜ヶ崎の住人」のように世間を反抗的な眼で見ているとロマンチックに断定しているのである」「歴史学者は実証がない限り一言も口が利けないが、歴史小説家はその空隙を推定で埋める特権をゆるされていると思う」
などと反論している。
司馬遼太郎
清張と同様に直木賞選考委員を務めた（第62回 - 第82回、清張は第45回 - 第82回）。清張との対談も行っており、両者の人間観・歴史観の差異をうかがうことができる
司馬が日本の歴史上しばしばとりあげた時代は、戦国・安土桃山時代や幕末・明治期であるが、清張が得意としたのは、江戸時代を思わせる時代小説を別にすれば、奈良時代以前の古代と昭和期であった（両者ともに例外多数）。また、終生森鷗外に関心を持っていた清張に対し、晩年の司馬は夏目漱石を評価している。
『小説新潮』で清張を担当していた川野黎子は「あまり仲が良くないというのが定説になっているみたいだけれども、清張さんは司馬さんを認めてました。だって清張さんの対談は一流の人としかやっていないでしょう。それで、司馬君と（「日本の歴史と日本人」の対談を）やりたいと言われて、でも歴史観とかそういうものが全然違いますから、私は「司馬さんは無理でしょう」と言ったんだけれども、全く諦めない。「やろう、やろう。とにかく口説け」と言われて。司馬さんも、最初は、「それは…」と言っていたんだけれども、結局、清張さんの熱意に押されて引き受けた。その一年ぐらい前かな、司馬さんのところで、文体論の話が出たんです。司馬さんは、夏目漱石がどんな内容のものでも書ける文章を成立させた、とおっしゃっていた。それに続けて「松本さんの文章は、読みやすくて一見何でもないことのように見えるけれども、実はあれは練り上げられたもので、松本さん独自の文体が完成している」と、松本さんの文章を褒められたんです。だから、司馬さんが松本さんの小説を読んでいないということはないと思います」と話している。
1994年の『文藝春秋』創刊1000号記念特集号にあたり、同誌への執筆回数を相撲の番付形式で紹介しているが、清張は東横綱、司馬は東大関とされており（なお西横綱は井上靖、司馬の死去は1996年）、昭和期の同誌における両者の存在感の大きさがわかる。
三島由紀夫
1963年、中央公論社が文学全集『日本の文学』を刊行する際、中央公論社側は清張をラインナップに加えたい意向を示したが、三島由紀夫は反対・拒否した。川端康成は「松本清張を入れるのは私はいいと思う」、谷崎潤一郎は「松本清張がだめなら、菊池（寛）もだめなんじゃないか」と述べ、中央公論社の社長の嶋中鵬二が妥協案を示したが、三島は「清張の文学をぼくは認めない」と譲らなかった。
清張と三島の会話の記録としては、『文藝』に掲載された座談会「現代の文学と大衆」がある。『江戸川乱歩全集』（講談社・全15巻・1969 - 1970年）出版の際は、清張と共に編集委員を務めた。
清張の三島評として、1978年の国文学者・三好行雄との対談や、『過ぎゆく日暦』収録の日記などがある。三好との対談で清張は「三島由紀夫があんなふうに最後に、右翼だとか、国家主義者だとか言われているのは、皮相な観察だと私は思う。彼は題材を求めてそこに流されていったと思うんです。（中略）そのことは大江健三郎でもある程度言えそうです。あの人はもともと左翼でもなければ、いわゆる進歩的文化人のタイプじゃないと思う。学生からすぐに作家生活に入った。だから「死者の奢り」のような感覚的文章が本来の大江健三郎だと思います。ところがたまたま反米的な材料をとるというようなことから、これは小説のために材料をとったと言っていいところがある。（芥川・三島・大江の）三者に共通しているのは、材料の（生活に根ざしていない）人工的な面ですね」と述べている。また山崎豊子との対談中でも、三島・大江に関してほぼ同じ見解を述べている。
思想史家の仲正昌樹は、自らの実生活から作品の材料を掘り出していると自負する清張にとって、美の世界に自己を同化させようとしたり特殊な体験に基づき創作する芥川・三島・大江は異質の存在であったと述べている。
もっとも清張も三島の才能そのものは高く評価しており、『半生の記』の雑誌初出である「回想的自叙伝」では『花ざかりの森』を「才筆にあふれている」と述べ、また後年にも「芥川（龍之介）は三島の前にはあまりに小さすぎる」「才能は三島のほうがはるかに川端（康成）を凌いでいる」などと述べ、三島の豊かな天分は特に短編に発揮されたと評している。

### 推理作家

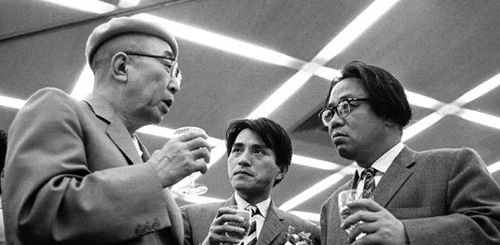
水上勉の直木賞受賞（1961年）祝賀会場にて。左から乱歩、水上勉、清張。

江戸川乱歩
編集長を務めた雑誌『宝石』に、清張の『ゼロの焦点』（連載時の題『零の焦点』）を連載させており、その休載時に清張と対談を行ったが、これが記録として残っている乱歩と清張による唯一の対談である。また、推理小説の指南書『推理小説作法』（1959年、光文社、2005年、光文社文庫）を清張と共編している。
清張は特に「二銭銅貨」以降続々と発表された乱歩の初期短編を愛読し、「大変な天才が現われた」「日本にも本格的な探偵小説作家が出たと驚嘆した」と絶大な評価を与えている。のちの通俗長編に対しては「独自性や野心的なものは、残念ながら影を潜め」「作品価値的には遂に長い空白時代が続く」など厳しい感想が多いが、一方では「面白さにかけてはそれなりに独自のものを持っている。爾後の模倣者の及ぶところではなく、乱歩の才能の非凡さを示している」と一定の評価も述べている。
一方で、乱歩による清張作品に対する踏み込んだ評論は特に残されていない。乱歩は『幻影城』「探偵小説純文学論を評す」では、自身の見解を「文学的本格論」と称していた。他方、国産の本格推理の昭和20年代の状況に関しては、横溝正史や高木彬光の活動にもかかわらず、悲観的な認識を持っていた。
鮎川哲也は、乱歩が体調を崩したのち、清張が池袋の白雲閣に居た乱歩を訪問し、畳に手をついてお辞儀し、敬意を表現していたと伝えている。
乱歩の死後、清張は三島由紀夫や中島河太郎と共に、『江戸川乱歩全集』（講談社・全15巻・1969 - 70年）の編集委員を務めた。
木々高太郎
推理小説家として初めて直木賞を受賞した作家であり、清張の処女作「西郷札」を認め、編集委員を務めていた雑誌『三田文学』に「記憶」「或る『小倉日記』伝」を発表する機会を与えるなど、清張を世に送り出す役割を果たしている。清張も「日本の探偵小説に知性を与えた最初の人」と木々の小説作品を高く評価し、『木々高太郎全集』（朝日新聞社・全6巻）の監修者を務めている。
エドガー・アラン・ポー
清張が青年期に愛読した作家の一人で、『ゼロの焦点』『アムステルダム運河殺人事件』『赤い氷河期』など多くの作品で、「アッシャー家の崩壊」などポーの小説および詩がモチーフとして引用されている。英詩が引用されることがあるが、高等小学校卒の清張がポーの英語に触れていた契機として、1951年に北九州市に開設されたCIE図書館の洋書を読んでいた可能性が指摘されている。ポーのゴシック小説の愛読と、探偵小説の「お化け屋敷」性批判が、清張にとって両立していた理由として、推理作家の笠井潔は、清張の評言は、ポーによる詩論「構成の原理」を参照したものであり、清張がゴシック小説定番の背景、道具立て、人物、事件などを「雰囲気」「感情」「詩情」を醸し出すための部品として読んでいたのではないかと論じている。
横溝正史
江戸川乱歩らとの座談会（『別冊宝石』第109号収録）では、社会派推理小説の流行に関して「作家は（時流に）受けるものを書くのではなく、好きなものを書く」として、距離を置く発言をしている。ただし、後年には社会派の影響を受けた作品も執筆しており、「本格推理小説が復興するにしても、松本清張氏が築き上げたリアリズムの洗礼を受けたものでなくてはならないでしょう」とトーンを変化させている。なお、清張が横溝の作品を「お化け屋敷」と呼んだとされることがあるが、清張が横溝の作品を指してそのように呼んだ事例は、『随筆 黒い手帖』を含めて、実際には存在しない。にもかかわらず、この解釈が生じた背景の一つとしては、1957年に行われた荒正人と清張の論争があり、その中で荒は、清張の文章が名前を伏せた横溝批判に相当するのではないかと主張している。
森村誠一
最初の著作の出版以降、清張と数回会っているが、のちに清張の印象を以下のように総括している。「乱歩さんや（横溝）正史さんは、後進や新人に非常にあたたかい。松本清張さんは全く逆です。まず新人に対しては、疑惑と警戒の目を向ける。大切な自分の作品という卵を産む限界能力を犠牲にしてまで、どうして俺が新人の育成をしなきゃいけない、自分の作品を産むのに忙しい。いうなれば、自分の作品しか見つめていない方です。これは私自身も、清張さんの姿勢は作家として見習わなければいけないと思います」。
山村美紗
江戸川乱歩賞落選作を清張が推薦したことにより、最初の著作『マラッカの海に消えた』を出版することができた。初版本の帯には「トリックの豊富さと物語性を評価」と清張の言葉が記され、「G・K・チェスタトンに迫るトリック」と高い評価を与えている。『小説新潮』で清張を担当していた川野黎子は「清張さんの山村美紗売り込みのすごかったこと。彼女は才能あるから小説書かせてやってくれと、本当に熱心だった」と話している。また山村から見た清張の印象を述べたものとして、エッセイ『ミステリーに恋をして』（1992年、光文社文庫）がある。
西村京太郎
山村美紗をモデルにした小説（『女流作家』『華の棺』）を書いており、その作中に清張を思わせる作家・蔵田が登場している。作中では、蔵田がヒロインの夏子（山村）に好感を持っており、主人公・矢木（西村）と付き合うのを止めるよう告げる旨のセリフを言わせている。また「作家になったのは、清張の作品を読んで、これなら自分でも書けると錯覚したのがきっかけ」と述べている。
島田荘司
日本における本格推理復興の大きな契機を作った一人とされるが、清張に関しては「社会派の作家としては最もトリックが多い」「清張さんはトリック重視」として、一定の評価を与えている。その後も島田は清張の推理小説を、自然主義と結びつけて解釈する見解を示している。ただし、最も印象深い清張作品に関しては、トリッキーな推理作品ではなく、『半生の記』「火の記憶」であると述べている。島田はノンフィクション作品『秋好英明事件』を書いており、島田を秋好支援に熱中させたのは、これら清張作品の潜在記憶であると回顧している。
宮部みゆき
初期短編から最晩年の作品まで清張作品を愛読しており、『松本清張傑作短編コレクション』（2004年、文春文庫・全3冊）の編者を務めた。また2009年の生誕100周年記念事業の際に大沢在昌や京極夏彦と共に記念講演会を開催し、清張をめぐって奥泉光や半藤一利、北村薫と対談も行っている。
森雅裕
作家デビュー前に出版社でアルバイトしていた頃、清張宅に新聞等の資料を届ける仕事をしており、原稿の催促に来た編集者と勘違いされて「締め切りはまだだろう！」と日本刀を持ち出されて追い返された経験を持つ。

### その他著名人
美空ひばり
親しかった報知新聞社長からの勧誘を受け、コンサートを観ている。その後清張はひばりに歌を作詞する約束をし、「雑草の歌」というタイトルで資料集めを実施、内容を検討していたが、ひばりの死（1989年）により実現せずに終わった。
新珠三千代
『黒い画集 第二話 寒流』『風の視線』『霧の旗』など清張原作の映画に出演しているが、清張は新珠が大のお気に入りであったと言われる。『婦人公論』1962年10月号紙面には清張と2人で登場し、演出家の和田勉によれば、1980年代になっても、良い「若手女優」を清張に尋ねると、清張は既に50歳となっていた新珠を推してきたという。

## 政治・社会問題
- 清張は現実の政治や社会問題にも関心を持ち、発言する作家であった[43]。
- 若い現代史研究者の発表の場として『季刊現代史』を創刊した。
- 出版関係者のみならず、外務省などの省庁も、取材ルートとして活用した。日本共産党も認めていたが、全共闘運動に関しては、「何の意味もない」として全く評価しなかった[176][注釈 48]。
- 1965年、日本社会党所属の衆議院議員・岡田春夫は自衛隊統合幕僚会議（当時、現在の統合幕僚監部）が1963年に極秘裏に実施した机上作戦演習、所謂「三矢研究」の存在を暴き、政府におけるシビリアンコントロールのあり方などを追求している。岡田は議員引退後の1987年に自伝『オカッパル一代記』を出版したが、その中において「三矢研究」文書資料の情報提供は清張から行われたことを告白している[177]。この岡田の告白によってマスコミから反響が起きたが、清張はその経緯一切について明かさず沈黙を通した[178]。

## 国際的活動
- 清張が初めて海外に出たのは1964年であり、既に50歳を越えていたが、その後は精力的に海外に出かけるようになった。『黒の回廊』など取材成果を生かした海外トラベル・ミステリが書かれる一方、古代史関連の文化視察や、キューバやラオスといった社会主義国家の現状取材も行われた。晩年はイギリス、フランス、西ドイツ（当時）など西ヨーロッパ諸国への旅行が多く、『聖獣配列』『霧の会議』『赤い氷河期』等、その経験が反映された作品も多い。
- 法廷弁護士ペリー・メイスンシリーズで知られる、アメリカの推理作家E・S・ガードナーを、日本推理作家協会の理事長として招待、他の推理作家とともに食事会を催した[注釈 49]。
- 清張原作の映画中、海外では特に『砂の器』の認知度が高く、監督の野村芳太郎と共に言及されることが多い。
- 清張は通訳をあまり必要としない程度に英語を解した。朝日新聞西部本社では外国人に通じる英語を話せる社員が清張しかおらず、進駐軍が会社に来ると皆、清張を呼び対応していた[116]。海外取材等で通訳が同行した場合も、遮って直接英語で対応することがしばしばであった[注釈 50]。キューバ国営テレビのインタビュー番組に出演した際（1968年）も、英語でスピーチを行った。最終学歴は高等小学校卒であったが、衛生兵として朝鮮に渡った戦時中には洋書を読み、朝日新聞社勤務時には英語力のある社員をつかまえて学び、通勤時間を英会話の練習に使った。作家になり多忙になって以降も、若い外国人女性（文藝春秋の岡崎満義による）を家庭教師として雇い、日曜日に自宅で英会話の個人レッスンを受けていた。

### 清張作品の翻訳
- 英語訳。
  - 『Points and Lines』/『Tokyo Express』（『点と線』、講談社インターナショナル/Penguin Modern Classics）、『Point Zero』（『ゼロの焦点』、Bitter Lemon Press）、『Inspector Imanishi Investigates』（『砂の器』、Soho Crime/Penguin Modern Classics）、『Pro Bono』（『霧の旗』、Vertical）、『A Quiet Place』（『聞かなかった場所』、Bitter Lemon Press）、『Suspicion』（『疑惑』、Penguin）、短編集『The Voice and Other Stories』（『声』『顔』『捜査圏外の条件』など6編、講談社インターナショナル）、他に『The face』『Just eighteen months』『Evidence』（『顔』『一年半待て』『証言』、いずれも作品集『Japan quarterly』に収録）、『The cooperative defendant』（『奇妙な被告』、オムニバス作品集『Japanese golden dozen』に収録）など多数。
- フランス語翻訳。
  - 『Le rapide de Tokyo』（『点と線』、Masque）、『Tōkyō express』（『点と線』、Philippe Picquier）、『Le point zéro』（『ゼロの焦点』、Atelier Akatombo）、『Le vase de sable』（『砂の器』、Philippe Picquierなど）、『Un endroit discret』（『聞かなかった場所』、Actes Sudなど）、他に『La voix』（『声』、Philippe Picquierなど）、『La Femme qui lisait le journal local』（『地方紙を買う女』、Futuropolis）など。
- ドイツ語訳。
  - 『Spiel mit dem Fahrplan』（『点と線』、Fischer-Taschenbuch-Verl）、他に『Mord am Amagi-Paß』（『天城越え』『紐』など収録、Fischer-Taschenbuch-Verl）など。
- イタリア語訳。
  - 『Tokyo Express』 （『点と線』、Adelphi）、『Come sabbia tra le dita』（『砂の器』、Adelphi）、『La ragazza del Kyūshū』（『霧の旗』、Adelphi）、『Il palazzo dei matrimoni』（『黒い空』、Il Giallo Mondadori）、『Agenzia A』（『ゼロの焦点』、Il Giallo Mondadori）、『Un posto tranquillo』（『聞かなかった場所』、Adelphi）、『Il passo di Amagi』（『天城越え』、Adelphi）、『La donna che scriveva Haiku: e altre storie』（『巻頭句の女』、Il Giallo Mondadori）、『Il dubbio』（『疑惑』、Adelphi）。
- 中国語訳は多数の作品が出版されている[182]。『点与线』（点と線、南海出版公司など）、『零的焦点』（ゼロの焦点、Apex Pressなど）、『砂器』（砂の器、南海出版公司など）といった代表作は1980年代から繰り返し翻訳されているが、さらに『黑色笔記』（黒革の手帖、新世界出版社など） などの有名作品や、『彩色的河流』（彩り河、重慶出版社など）、『諸神的狂亂』（神々の乱心、獨步文化出版社）など晩年の長編まで翻訳されている。

この他、オランダ語、スペイン語、ポルトガル語、チェコ語、フィンランド語、エストニア語、リトアニア語、ブルガリア語、ギリシア語、ロシア語、アルメニア語、グルジア語、韓国語や台湾での翻訳もある。

## 映像化
- 『張込み』『砂の器』『鬼畜』『疑惑』『天城越え』など、清張原作による映画作品は知名度の高いものが多い。また、処女作『西郷札』から、晩年の長編『犯罪の回送』まで、テレビドラマ化された作品の幅は広い。テレビドラマ化された回数は、2025年現在、470回以上に及んでいる[186]。
- NHK土曜ドラマの「松本清張シリーズ」では、12作すべてに俳優としてカメオ出演している。

## メディア出演
映画
- 白と黒（1963年、東宝）[187]
- 風の視線（1963年、松竹）[188]

テレビ
- 日本史探訪（1970ー1975年、NHK）[2]
- 土曜ドラマ（1975年10月18日 - 1978年10月28日中の計12回、NHK） 演じた役柄は以下の通り。 闇市の洋モク売り（『遠い接近』）、病院の雑役夫（『中央流沙』）、タクシードライバー（『愛の断層（原作『寒流』）』）、遊園地の整備員（『事故』）、経済評論家（『棲息分布』）、雑貨屋の主人（『最後の自画像（原作『駅路』）』）、花屋の主人（『依頼人』）、大物政治家（『たずね人』）、巡礼者（『天城越え』）、ファッション界の大物（『虚飾の花園（原作『獄衣のない女囚』）』）、裁判長（『一年半待て』）、ベテラン刑事（『火の記憶』）
- この人と語ろう（1975年12月15日、NHK）
- 戦後汚職の軌跡（1976年8月16日、NHK）
- 新日本史探訪「海人族 - 黒潮と日本人」（1976年9月28日、NHK）
- 散歩道（1977年5月17日、NHK）
- 人に歴史あり（1977年12月、東京12チャンネル）
- 古墳を推理する - "高松塚"以後（1977年9月23日、NHK教育）
- 放送に期待するもの（1978年5月23日、NHK）
- ルポルタージュにっぽん - 松本清張・明日香マルコ古墳を行く（1978年6月10日、NHK）
- ヤマタイ国幻想 - ヒミコはどんな女だったか（1979年2月11日、NHK）
- 歴史随想 - 清張歴史游記（1979年4月3日 - 9月4日、NHK教育、全5回）
- 清張古代史をゆく - ペルセポリスから飛鳥へ（1979年4月23日・30日、NHK、全2回）
- 謎の国宝・七支刀（1981年2月9日、NHK）
- 歴史への招待（1981年7月25日・1982年10月13日、NHK）
- ドキュメンタリー「ブラウン管の一万日」　＜テレビ放送開始30周年記念番組＞　―テレビは何を映してきたか―（1983年1月31日、NHK）[2]
- 知られざる古代 - 日本海五千年（1983年11月5日、NHK）
- 松本清張、密教に挑む - マンダラに宇宙を見た（1984年3月27日、テレビ朝日）
- ニュードキュメンタリードラマ昭和 松本清張事件にせまる（1984年4月12日 - 9月27日、テレビ朝日・朝日放送）
- 文化講演会「ペルセポリスから飛鳥 そして奈良へ」 （1988年3月21日、NHK教育）
- ミッドナイトジャーナル（1991年9月13日、NHK）
- 新日本風土記「松本清張 昭和の旅」（2021年5月21日、NHK BSP）[190]
- 新日本風土記「松本清張 出会いの旅路」（2022年8月5日、NHK BSP）[191]

## 趣味・プライベート
- 家に居るときは洋服でなく着物を普段着としていた[192]。ヘビースモーカーで身辺を構わない人物[193]で、着物と自宅絨毯は焦げ跡だらけだった[194]。
- 酒も食事もあまり興味はなく、唯一の趣味はパチンコであった[注釈 51]。行きつけの店は西荻窪の駅前にあり、周囲に気づかれないよう変装して入店したこともあったが、すぐに清張とわかってしまい困ったという[出典 20][注釈 52]。
- 夫人によれば、新製品が出るとチェックせずにはいられなかったというくらいにカメラに凝っていた。給料の少なかった戦争出征前、当時貴重なドイツ製のライカを購入していた。取材の時には、一眼レフを中心としたカメラを首から下げているのが常であった[199]。海外に出掛ける場合は2台以上を持ち、モノクロとカラーを撮り分けていた。写真エッセイ集『松本清張カメラ紀行』（1983年、新潮社）も出版されている。松本清張記念館には、愛用したニコンF3（特注品の「松本清張スペシャル」）が展示されているが、この特注品は、カメラの頭の部分に、外付けの液晶画面が付けられ、シャッタースピードやマニュアル露出が表示されている。これは晩年に視力が弱ったことに対応したものであり、材料費を抑えるため、時計用の液晶を利用したのをはじめ、様々な部品が代用されている[200]。
- 菓子として特に好んだのはかるかんで、九州から取り寄せていた[201]。アルコールは受け付けなかった。またコーヒー党で、1日に10杯は飲んでいた[202]。取材のために銀座のバーなどへは顔を出し、下戸であったが近所の喫茶店（銀座八丁目の「カフェ・ド・ランブル」が常連）からコーヒーやトーストを取り寄せてホステスといっしょに頬張り、ホステスを質問攻めにして店を困らせた[203]。
- 人見知りをするところもあり、人との付き合いが下手であったとされる。文壇との関係も薄かった。ただ、無口ではあったが、暗い性格ではなく、身内や馴染みの者に適度に茶目っ気を見せることもあった[出典 21]。
- 日本のプロ野球について、自らはアンチ巨人と語っていたが、「巨人はどうした」といつもその成績を気にしていた[174]。
- 北九州市の菓子メーカー湖月堂を創業し、喫茶店「オーエンオー」の運営に関与する小野家とは親交が厚く、湖月堂やオーエンオーのショーウィンドーのディスプレイを担当、1960年にオーエンオーが小倉駅前にビルを建てた時にはいち早く株主となった。清張はあまり野球が得意ではなかったものの、小倉では地域の草野球チームに参加しており、上京後も小野家とは野球の話題を好んでしていた[206]。
- 「ぼくのマドンナ」像を問う企画の際、以下のように述べている。「私のマドンナ像は、いくつかの条件がある。まず、その女性との交流はプラトニックなものでなくてはならない。肉欲を感じさせるものなどもってのほか、あくまでも清純で、処女性を備えている必要がある。次ぎに、その関係は私の側からの片思いでなくてはいけない。相思相愛では、神聖な域にまで高められたイメージも、たちまちにして卑近な現実の無禄と化す。この世では到底思いのかなわぬ高嶺の花 - この隔たりこそ、切ないまでのあこがれをかきたてる要因である。私にとってのマドンナはまた、絶世の美女ではなくてはならない。いやしくもマドンナというからには、普遍化された理想像であって、個性などというものの入り込む余地はないはずだ。美人ではないが気立てのいい女、というのでは、話にならないのである」[207]。
- 小説中の女性の描写に関して、瀬戸内寂聴は以下のエピソードを伝えている。清張の執筆量が激増した頃、ある女性と縁ができた。この女性は結婚願望が強かったが、清張は夫人を大切にしていて、離婚は思いも及ばないことであった。しかしその女性はどうしても清張夫人の座が欲しく、あらゆる難題を吹きかけ、手を尽くして自分の欲望を遂げようとした。のちに瀬戸内がその女性を取材した際、女性は悪しざまに清張を罵倒したため、瀬戸内は書く気が失せ、その仕事を降りた。そののち、清張は瀬戸内が書かなかったことへのお礼を述べ、「悪縁でしたね」と言った瀬戸内に、「そうとも言えないんだ。彼女のおかげで、ぼくは悪女というものを初めて識った。あれ以来小説に悪女が書けるようになった。心の中では恩人と思ってるんだ」と答えたという[208]。
- 作品を執筆する際に使うのは万年筆、それもモンブラン製と決めていた。「わたしは年来、万年筆としてはモンブランを専用にしている。万年筆はわれわれにとっては手の一部で、調子が悪いと仕事ができない。手に万年筆があるのを意識しないくらいにスムーズなのが理想的だが、モンブランはだいたいこれに応えてくれている。それで、わたしの机の中にはモンブランだけが十本ばかりある」[209]。愛用したのは「マイスターシュテュック」。主に使っていたのは、「149」や「146」よりも、「クラシックシリーズ」と呼ばれた実用的なモデルだったという[210]。

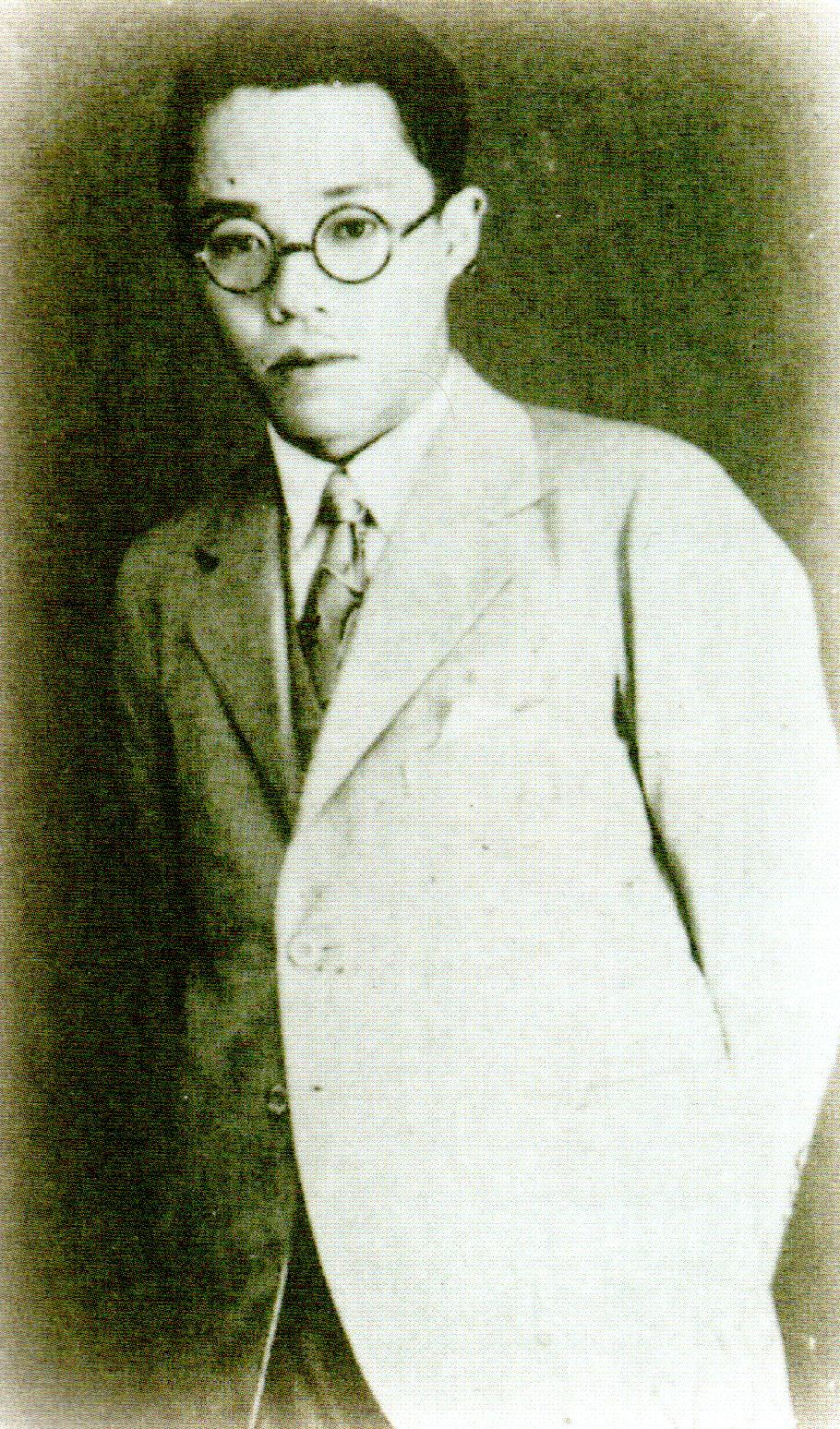
眼鏡をかけた初期の写真（1930年代）

- 抽象的なタイトルの作品が少なからずあるが、これに関して清張は、連載を頼まれ、締切りが切迫してきたが、まだ筋ができていない時、連載予告上の必要に迫られ、「『波の塔』だとか、『水の炎』だとかいうような題を出しておけば、内容が推理小説であろうが、ロマン小説であろうがあるいは時代小説であろうが、あと一ヶ月のほんとうの締切りまで時間がかせげるわけであります」と、抽象的な題名をまず出しておいた結果であると述べている[211]。
- 初めて目を患ったのは小学生の頃、失明寸前だったとされているが[20]、眼鏡をかけた少年清張の写真は発見されていない。眼鏡姿を確認できる最も古い写真は、20代の頃のスーツ姿の写真となっている。戦時中や朝日新聞社員時代には丸眼鏡をかけていた。丸味を帯びた長方形の眼鏡を愛用するようになったのは、1961年頃のこととされている。晩年には左目はほとんど見えなくなっており、愛用した眼鏡は右のレンズだけが分厚く飛び出している。左目の視力が衰えたため、右目で取材をし、資料を眺め、執筆をしていた[212]。
- 清張との厳しい思い出を語る関係者は多い。「（清張のあからさまな門前払いに遭い）涙を流した」（森村誠一）、「（清張に自分の取材結果を一蹴され）一瞬、殺意を感じましたよ」（郷原宏）[57]、など。
- 他方「（清張）先生はジェントルマンなんですよ」（藤井康栄）[76]、「逆境にあったり、虐げられた立場にあったり、コツコツ努力する人間に対しては殊の外暖かい」（林悦子）[174]、「陰口をたたいた者は一人もいなかった」（清張邸のお手伝い）[213]など、優しく他人を思いやる人だったと回想する関係者も多い[注釈 53]。清張の専属速記者を務めた福岡隆は「嫌われた人間からすれば、これくらいイヤな恐ろしい人はなく、また好かれた人間からすれば、これくらい親切で頼れる人はない」「実に好き嫌いの激しい人」と評している[215]。
- 『点と線』以来、清張の原稿の遅さにやきもきする編集者の逸話は多いが、『オール讀物』編集部次長だった中井勝は「ゲームセンターのモグラ叩きで、モグラを清張さんに見立てて叩きまくった」と述べている[216]。
- 1964年の東京オリンピックに関しては「東京にオリンピックがはじまってもなんの感興もない。何かの理由で、東京オリンピックが中止になったら、さぞ快いだろうなと思うくらいである」「私たちの青年時代に若い人でスポーツ好きなのは、たいてい大学生活を経験した者だった。学校を出ていない私は、スポーツをやる余裕も機会もなかったし、理解することもできなかった」「オリンピックが世界の平和のために貢献するというが、こういう観念の功徳も私は信じない。このようなうたい文句で世界の現実から目をふさごうとするなら、オリンピックも麻酔的な役目しかなく、かえって危険である」などと記している[217]。
- 北ベトナム取材時、ハノイへの連絡機が相次いで欠航し、ラオスのビエンチャンに二週間近く待たされ、日程が大幅に狂う中、ホテルの部屋の机の引き出しに備えられたレター・ペーパーに線を引いて、即席の原稿用紙とし、執筆を続けた。このとき、同行していた森本哲郎に「作家の条件って、なんだと思う？」と問いかけ、森本が「才能でしょう」と答えると、「ちがう。原稿用紙を置いた机の前に、どれくらい長くすわっていられるかというその忍耐力さ」と述べている[218]。
- 最後まで小説（フィクション）を作家活動の中心に考えていた。小説以外の活動が話題となった作家に対して、「彼が小説を書かないのは、才能が枯渇したから書けないのだ」と言い、俎上にあがった著名作家は、一人や二人ではなかったと言われている。新人作家が、斬新なトリックを使ったり、史料を違った角度から照射したりすると、大いに評価していたが、ひとたび彼らが人気作家になってしまえば、ライバルの一人としか考えなかった。このため、小説に対する意地と、同業作家たちと同じ土俵で勝負するという挑戦意欲が、筆を持たせたエネルギーだったとも評されている[219]。
- 本人が評価していた自作の映画化は『張込み』『黒い画集 あるサラリーマンの証言』『砂の器』だけであったという（三作とも脚本は橋本忍）[注釈 54]。
- 三田和夫が1968年2月に清張を著作権侵害で訴えたが、清張は相手にせず、同年7月に東京地方検察庁は不起訴処分とした[221]。
- 長男がポーカーゲーム賭博で逮捕された不祥事が報道された際、「腹を切って詫びなければならない」と言った[出典 22]。
- かつて小倉に住んでいた際には、鳥町食道街にある中国料理店「耕治」の「フカヒレ姿入りラーメン」を好んで食べたといわれている[224]。

## 記念碑
- 正法寺 - 新潟県佐渡市。『小説日本芸譚』で取り上げた世阿弥を詠んだ句碑。
- 能登金剛 - 石川県志賀町。『ゼロの焦点』にちなんだ歌碑。
- 松本清張文学碑 - 鳥取県日南町。父・峯太郎の出身地で『父系の指』『半生の記』に登場する矢戸にある。「幼き日 夜ごと父の手枕で聞きし その郷里 矢戸　いまわが目の前に在り　松本清張」と刻まれている。「矢戸の大地のぬくもりが直接伝わるように」という清張の希望を踏まえ、石碑には台座がなく、地面に直接設置されている[225][226]。
- 亀嵩 - 島根県奥出雲町。『砂の器』の一節を刻んだ記念碑。
- 石見銀山 - 島根県大田市。『数の風景』取材にちなんだ文学碑。
- 白壁ふれあい広場 - 山口県柳井市。『花実のない森』の一節を刻んだ文学碑。
- みもすそ川公園 - 山口県下関市。『半生の記』の一節を刻んだ文学碑。
- 和布刈神社 - 福岡県北九州市門司区。『時間の習俗』の一節を刻んだ文学碑。
- 安心院 - 大分県宇佐市。『陸行水行』冒頭部を刻んだ文学碑。

新潟県佐渡市の清張による句碑
鳥取県日南町の松本清張文学碑
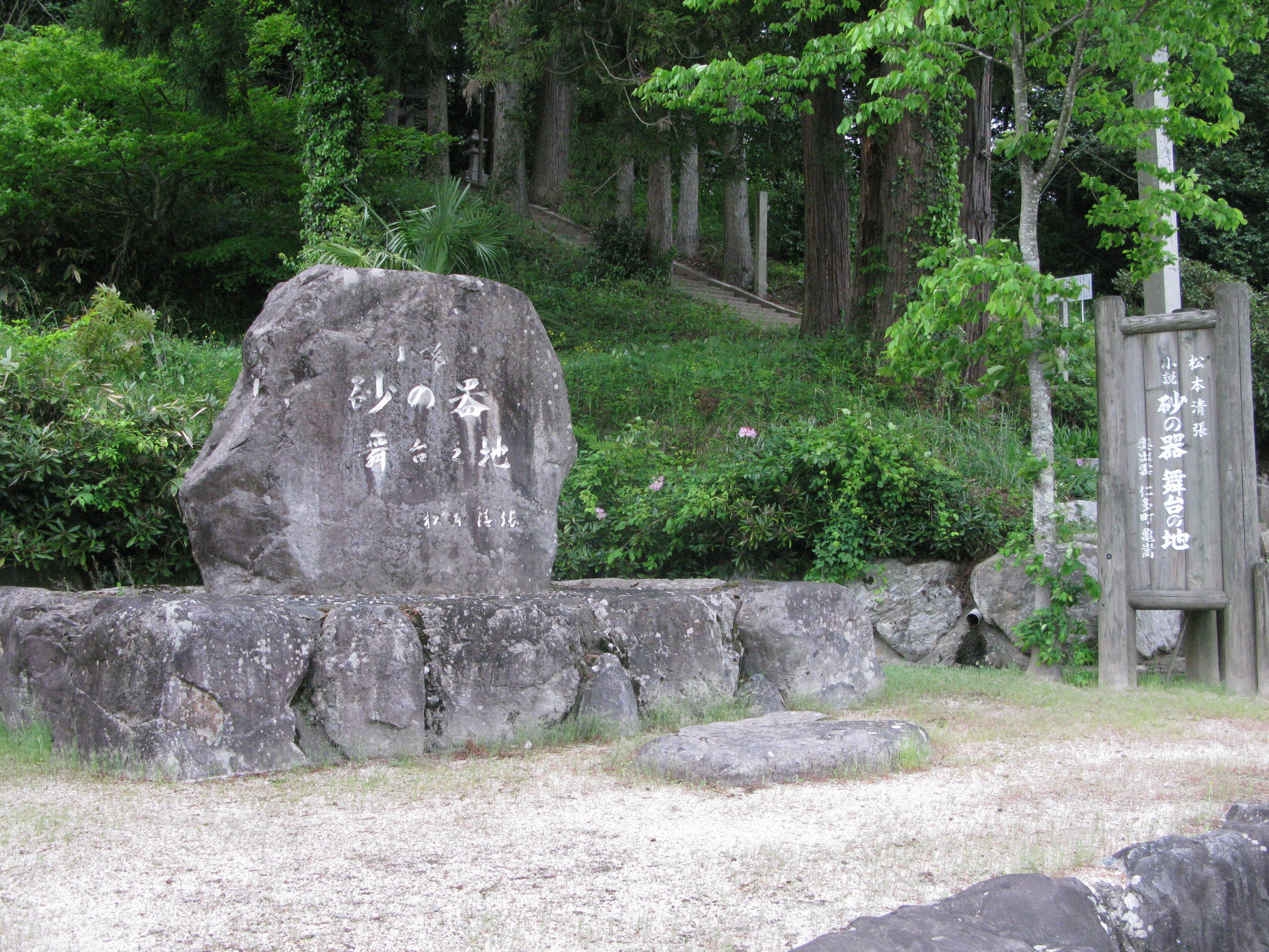
島根県奥出雲町の砂の器記念碑
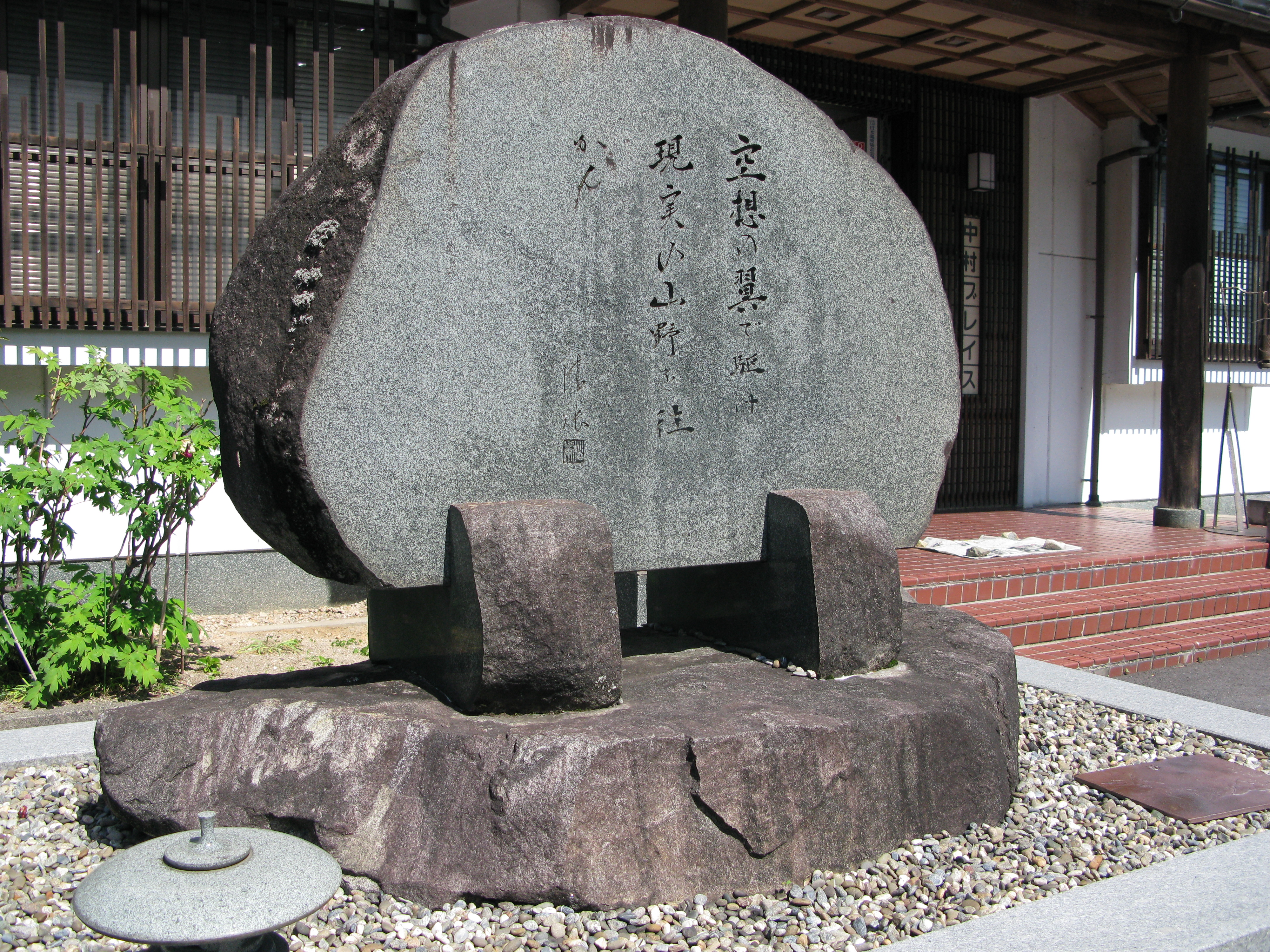
島根県大田市の松本清張文学碑
山口県柳井市の松本清張文学碑
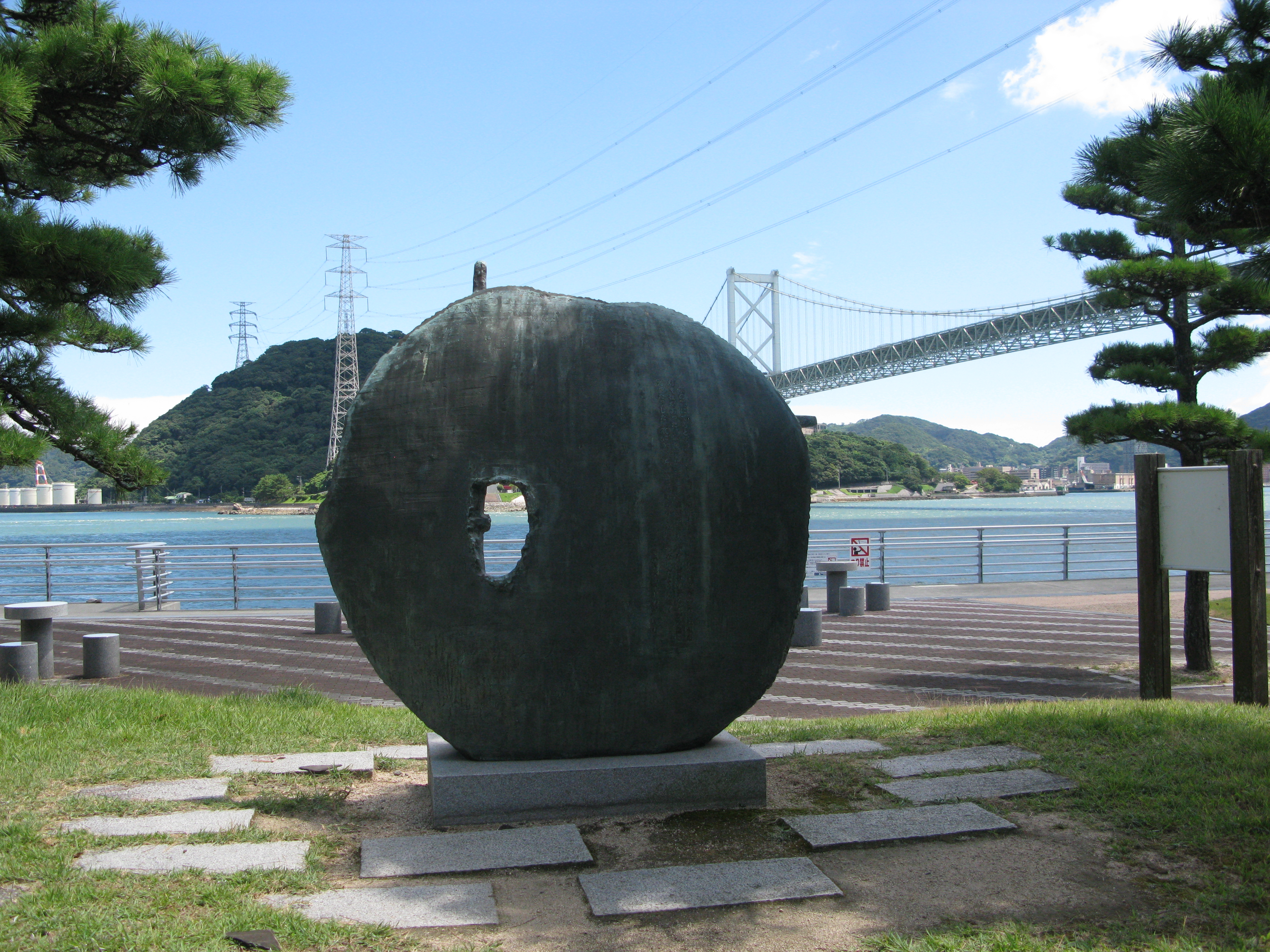
山口県下関市の松本清張文学碑
福岡県北九州市門司区の松本清張文学碑
大分県宇佐市の松本清張文学碑

## 松本清張を題材・ヒントにしている作品
- 雑誌「サンデー毎日」で連載されていた 長谷川町子の漫画『いじわるばあさん』の1971年3月21日号掲載分では、婦人参政権不要論の論者を主人公が清張と誤解し（実際は石川達三）、清張宅の窓に大音量のラジオを近づけて執筆活動を妨害する内容となっている[227][228]。この回は掲載から54年近く後に行われた2025年の大学入学共通テストの「歴史総合、日本史探究」の問題文として掲載された[228]。また、長谷川の別作品『エプロンおばさん』に、「松下清張」という名の高額納税者を結婚調査の男が羨ましがる作品がある[229]。
- 水木しげるの漫画『コケカキイキイ』に、「松本さんの推理ではどうですか」とコケカキイキイが魔女軍団に火刑にされた原因を尋ねられる場面がある[230]。
- 西岸良平の漫画『鎌倉ものがたり』の第8話「大銀杏殺人事件」に、「ゼロの栄転」の著書を持つ唇の大きな大御所小説家「松本清一」が登場する場面がある[231]。

## 松本清張を演じた俳優
- 長塚京三 - 月曜ドラマスペシャル「松本清張特別企画・父系の指」（1995年1月16日、TBS）※少年期は三浦勉
- 大沢たかお - NHKスペシャル 未解決事件 File.09「松本清張と帝銀事件」第1部 「松本清張と「小説 帝銀事件」」（2022年12月29日、NHK総合）、File.10「下山事件」第1部（2024年3月30日、NHK総合）